# Domenico Beccafumi
Domenico di Giacomo di Pace, dit Domenico Beccafumi ou Beccafumi, né entre 1484 et 1486 à Valdibiena, près de Montaperti, à quelques kilomètres de Sienne, en Toscane (Italie) et mort le 15 mai 1551 à Sienne, est un peintre et sculpteur maniériste italien.

## Biographie
Il n'est pas simple de reconstituer le parcours de Beccafumi, qui de sa vie ne signa, ni ne data, aucune de ses œuvres. Il est toutefois possible de s'appuyer sur les documents d'archives et sur la notice biographique détaillée que lui a consacré Giorgio Vasari, qui l'avait connu et fréquenté, dans la seconde édition de ses Vies des meilleurs peintres, sculpteurs et architectes, parue en (1568). Beccafumi avait d'ailleurs déjà été cité à plusieurs reprises dans la première édition, parue en 1550, alors que l'artiste était encore vivant. D'autres érudits ont depuis travaillé sur Beccafumi, constituant progressivement un corpus de documents et de notices : Urgieri au XVIIe siècle, Della Valle au XVIIIe siècle, Romagnoli, Milanesi, Borghesi e Banchi au XIXe siècle.

### Premières années et apprentissage
La date de naissance de 1486 est extrapolée à partir des dires de Vasari, qui indique que Beccafumi avait 65 ans à son décès, intervenu en 1551. Elle est remise en question par les archives, qui indiquent une naissance possible en 1484. Domenico naît dans la campagne siennoise, de parents paysans. Son père, Giacomo (ou Jacopo, ou encore Pacio) di Pace était vraisemblablement au service de Lorenzo Beccafumi, aristocrate siennois et ambassadeur de Sienne auprès de la ville de Florence. Celui-ci remarque le talent du jeune garçon et le prend sous sa protection. Il l'engage comme domestique et le fait étudier à Sienne, chez un peintre dont le nom est resté inconnu, mais que Vasari qualifie d'« assez médiocre ». Ce premier maître possède cependant une petite collection de « dessins d'excellents peintres [...]. S'exerçant de cette façon, [il] montra qu'il allait vers une brillante réussite ». En apprentissage, il est tout d'abord connu sous le nom de Mecherino (ou Meccherino, malingre), probablement à cause de sa petite stature. Il utilise ensuite le patronyme de son protecteur et commence alors à être connu également sous le nom de Beccafumi.
Selon Vasari, Beccafumi aurait commencé en étudiant le travail du Pérugin qui travaillait alors à Sienne sur diverses commandes (1502-1509), admirant sur le vif, en particulier, La Crucifixion de l'église de Sant'Agostino. Aucun indice d'influence péruginesque cependant dans ses premières œuvres : les experts y décèlent au contraire des apports d'artistes florentins de la même époque : Fra Bartolomeo, Mariotto Albertinelli, Piero di Cosimo, ainsi que du peintre espagnol Alonso Berruguete, actif à Florence autour de 1508 et considéré, a posteriori, comme un des premiers (sinon le premier) des maniéristes. Le jeune Domenico aura d'ailleurs eu de nombreuses occasions de se rendre à Florence pour le compte de son protecteur.

### Le séjour à Rome
Reconnu comme peintre de profession dès 1507, il complète sa formation en observant les statues et ruines antiques, et en effectuant en 1510 un voyage à Rome.
Il sera durablement marqué par ce séjour de deux ans, correspondant à l'époque ou Michel-Ange décore la voûte de la Chapelle Sixtine, qu'il ne terminera qu'en octobre 1512. C'est également la période pendant laquelle Raphaël  travaille aux fresques du Vatican, achevés en 1511. 
Selon Vasari, Beccafumi aurait même obtenu, pendant son séjour, une commission pour décorer, aux armes du pape Jules II, la façade d'un palais situé dans le quartier du Borgo, dans les parages du Vatican (œuvre perdue).

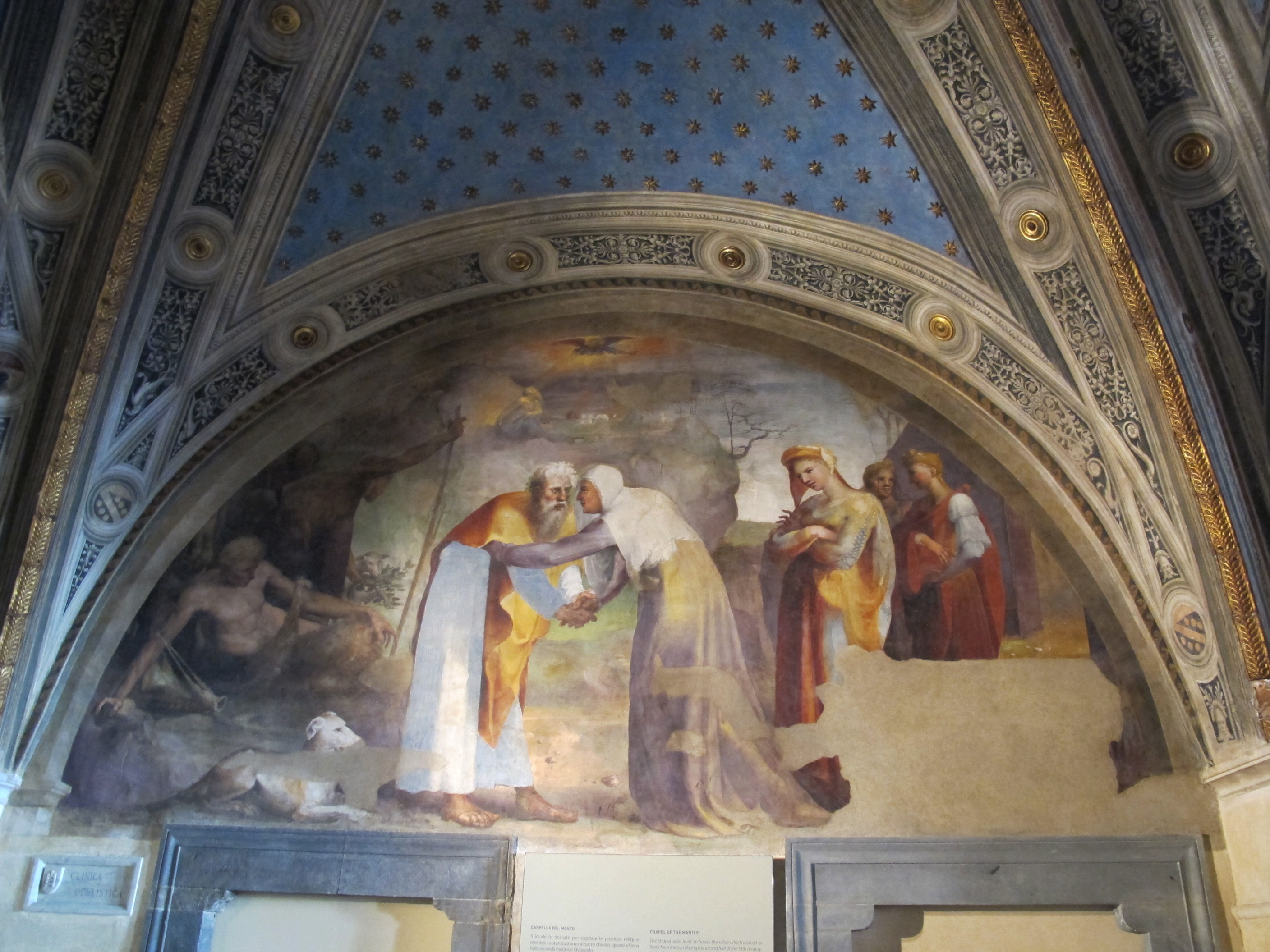
Rencontre entre Joachim et Anne
1513, (Sienne)

### Le Retour à Sienne
De retour à Sienne, il fréquente de nombreux artistes, et notamment le très doué Giovanni Antonio Bazzi (dit Le Sodoma), piémontais d'origine mais siennois d'adoption depuis 1500.

Une des premières œuvres de commande de Beccafumi est la décoration de la chapelle de la Madonna del Manto de l'hôpital Santa Maria della Scala de Sienne (1513). Cette commande (dont il ne reste aujourd'hui que le fragment : Rencontre entre Joachim et Anne à la Porte dorée), de la part d'une des institutions les plus prestigieuses de la cité, indique une réputation déjà bien établie.

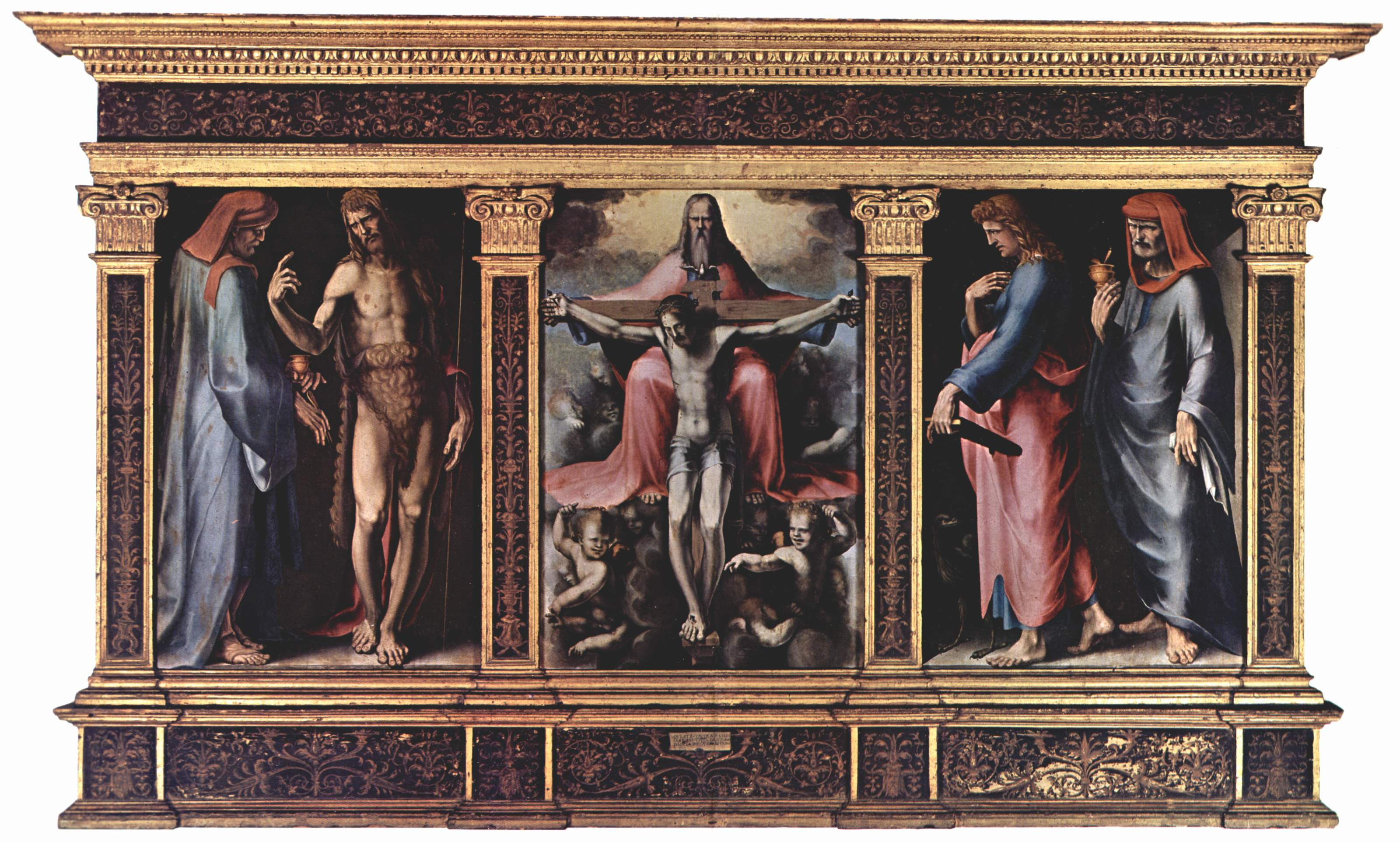
Triptyque de la Trinité
v. 1513, Sienne

Pour l'autel de la même chapelle, il exécute également le Triptyque de la Trinité : 
- un panneau central figurant une Trinité au Christ en croix ;
- à gauche, un panneau figurant Saint-Côme et Saint-Jean-Baptiste ;
- à droite, un panneau figurant Saint-Jean l'Evangéliste et Saint Damien.

Mis à part la disproportion entre le panneau central et les panneaux latéraux, et des influences venant de Fra Bartolomeo, Filippino Lippi et du Sodoma, le style est sans conteste maniériste et déjà très personnel, que ce soit dans le mouvement des personnages ou dans les contrastes chromatiques.

### Maniérisme, maturité et renommée

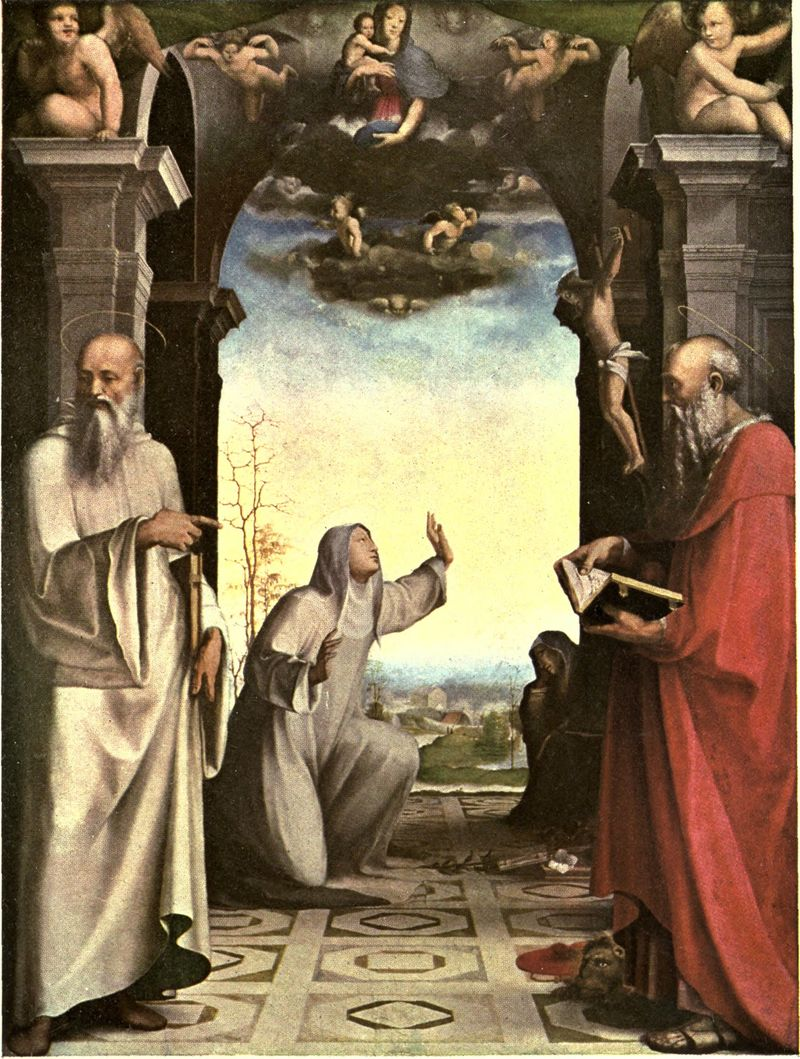
Stigmates de Ste Catherine
1513, Pinacothèque, Sienne

D'autres commandes suivent, avec le retable des Stigmates de sainte Catherine de Sienne, aujourd'hui exposé à la Pinacothèque de Sienne, mais réalisé vers 1515 pour le monastère des bénédictines de  Monte Oliveto.

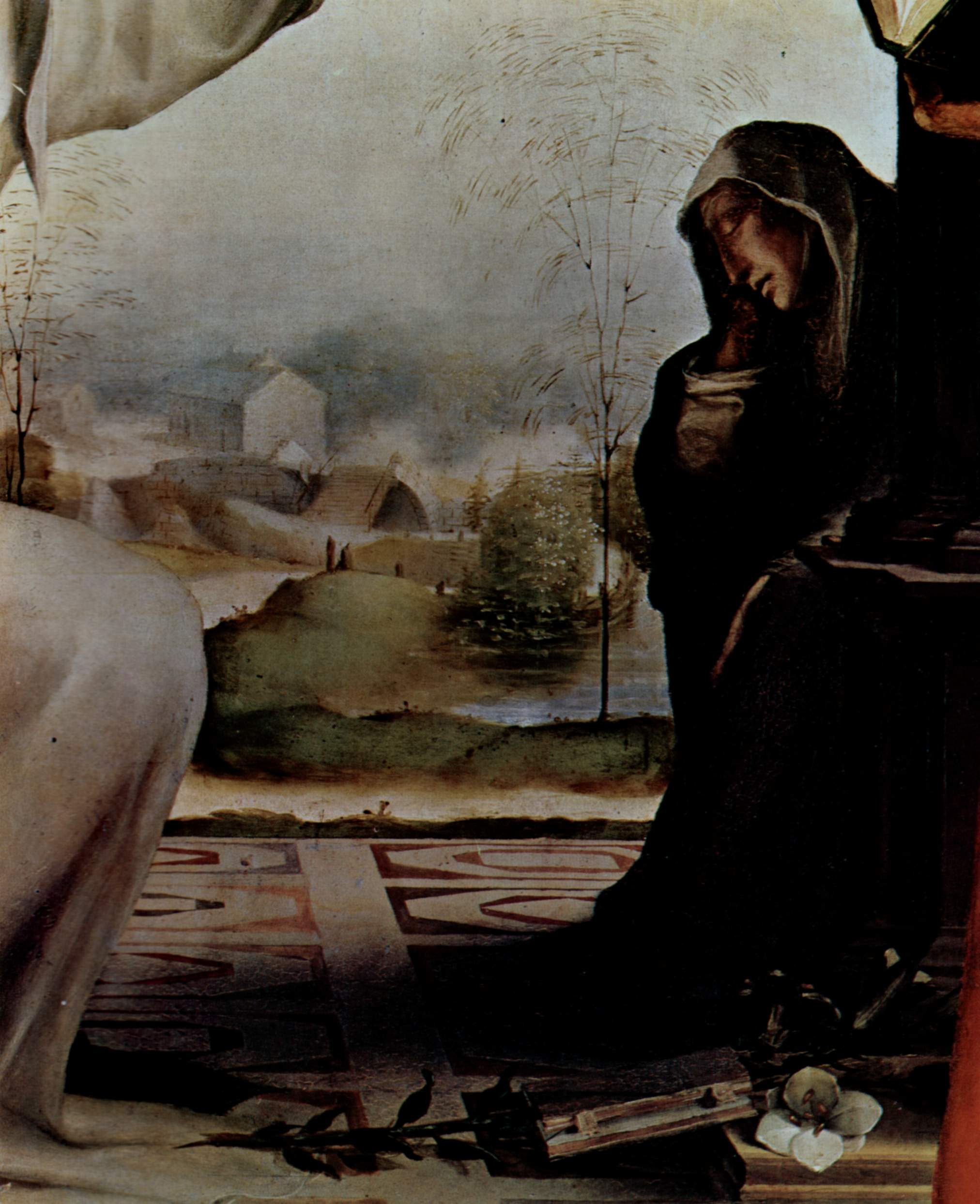
Stigmates
Détail

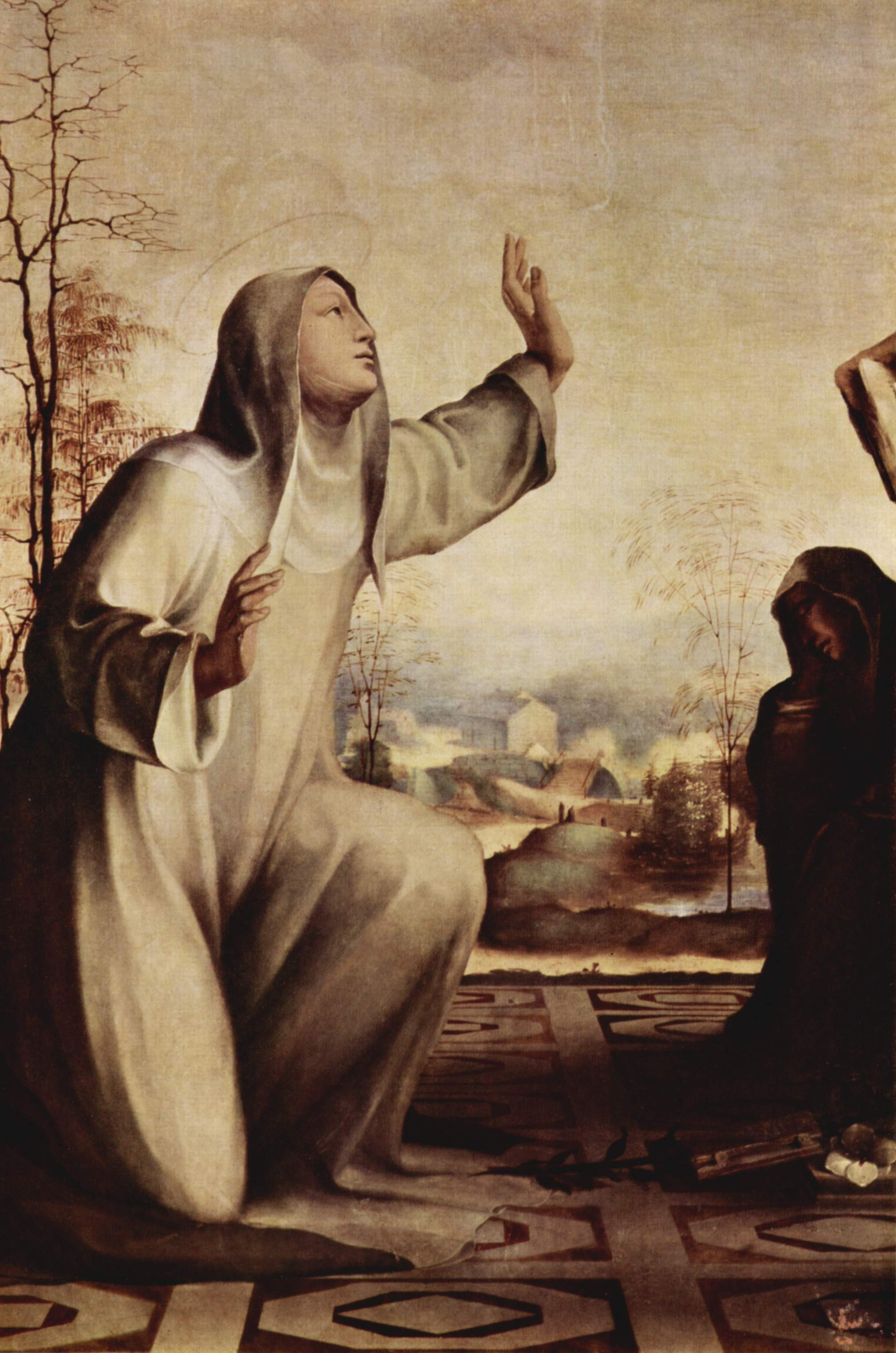
Stigmates
Détail

Les Stigmates de sainte Catherine de Sienne, vont consacrer la réputation de Beccafumi, avec un paysage raphaëlite réinterprété par une excentricité toute personnelle. 

« C'est la pierre angulaire du premier Maniérisme toscan : nouveauté des rapports entre les personnages et l'espace, contrepoint entre la sainte, en pleine lumière, et la femme encapuchonnée dans la pénombre, ciel altier, campagne brumeuse et mystérieuse à laquelle nous conduit, comme pour l'éloigner, la perspective tendue du sol pavé. Tout est là : l'intentionnalité religieuse, la prière alternant menace et espérance qui caractérise toute l'œuvre de Beccafumi [un style manifesté également] dans les accélérations et les glissements de perspective, dans l'épaississement et l'étiolement du brouillard, dans la manière dont la lumière adhère aux personnages, dissout la cire des visages, vire de ton, forme ses halos, ses dissolutions, ses raréfactions »

— Giulio Carlo Argan, Storia dell'arte italiana, Firenze 1968

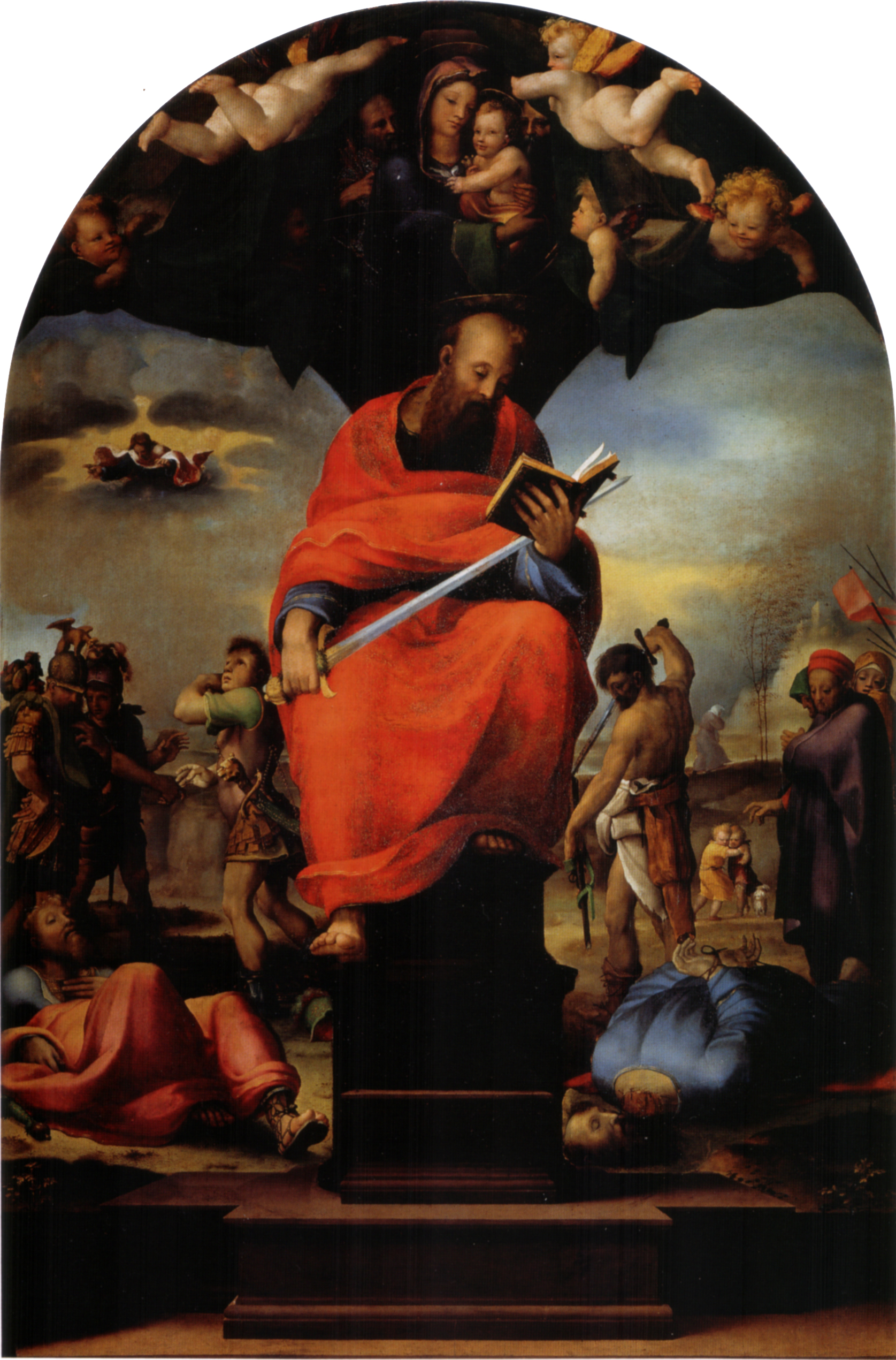
St Paul en trône
1515, Musée de l'Œuvre, Sienne

En 1515, il peint, pour la Corte degli Uffiziali di Mercanzia, le Saint Paul en trône, aujourd'hui au Musée de l'Œuvre du Duomo de Sienne, et autrefois exposé dans l'église, aujourd'hui détruite, de Saint Paul.
De chaque côté de l'apôtre, littéralement perché sur un trône improbable, sont représentées des scènes de sa conversion et de sa décapitation. Au-dessus de Paul, des angelots dévoilent un portrait de la Vierge et de l'Enfant Jésus accompagnés de deux saints. Les chercheurs ont trouvé de nombreuses références dans cette composition, pourtant aux antipodes du classicisme : avec son glaive et son grimoire, le personnage de saint Paul évoque les prophètes et devins représentés par Michel-Ange au plafond de la Chapelle Sixtine, tandis que les seconds plans font penser à Dürer et à Piero di Cosimo.

Sa consécration comme meilleur artiste de la ville intervient quand il est associé, à partir de 1519, à la décoration du Duomo, le principal édifice de Sienne. Il commence par fournir des cartons pour la décoration du pavement du sol, travail qu'il poursuivra le reste de sa vie. On lui doit notamment les Épisodes de la vie d'Élie (hexagone sous la coupole et devant l'autel), le Sacrifice d'Isaac, ainsi que les frises figuratives qui entourent ce dernier.

À la même époque, Raphaël termine les cartons des tapisseries de la chapelle Sixtine. L'influence raphaëlite dans le travail de Beccafumi sur le pavement a induit certains critiques à tabler sur un second voyage à Rome en 1519.

### Les Fresques duPalazzo Pubblico (Sienne)
Entre 1529 et 1535, Beccafumi exécute, pour le compte de la république de Sienne, un grand cycle de fresques destinées à orner la salle du Consistoire du Palazzo Pubblico (Palais public) de Sienne. Situé au cœur du pouvoir et de la cité, le projet n'est pas dénué de connotations politiques.
Il est composé de trois allégories (voûte), auxquelles viennent s'ajouter huit personnages célèbres (demi-tondi aux angles des murs) et huit représentations de scènes de l'histoire antique. L'ensemble est destiné à magnifier l'idéal républicain en donnant à voir des figures allégoriques et des individus qui ont été sacrifiés ou ont tout sacrifié à cet idéal.
Les trois allégories représentent la Justice, l'Amour de la Patrie et la Bienveillance mutuelle.
Parmi les huit personnages célèbres, héritiers des principes illustrés par les allégories, les commanditaires et l'artiste ont choisi Stasippe de Tégée, Fabius Maximus, Lucius Julius Brutus, Damon d'Athènes, Charondas, Elius.

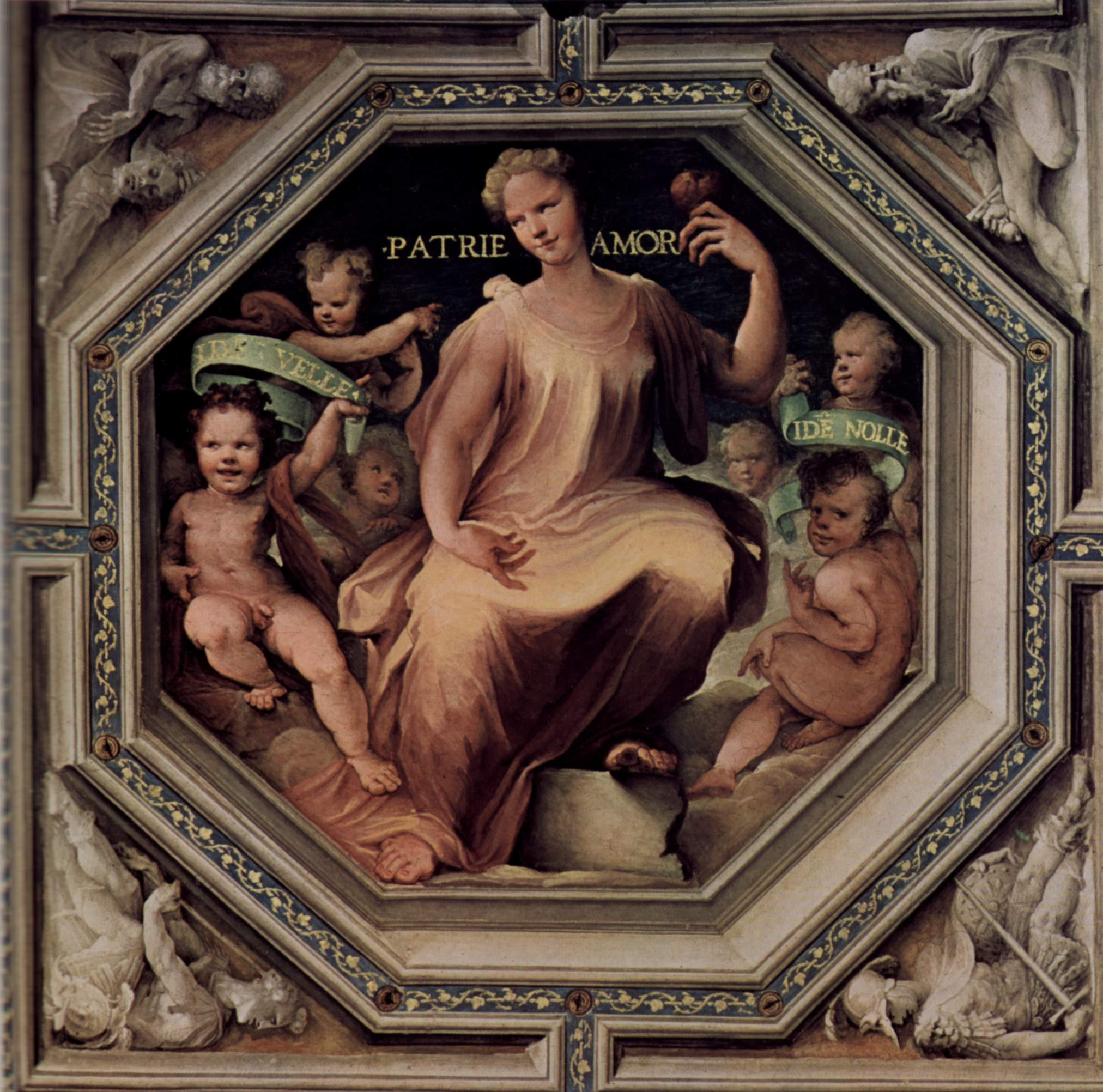
L'Amour de la Patrie
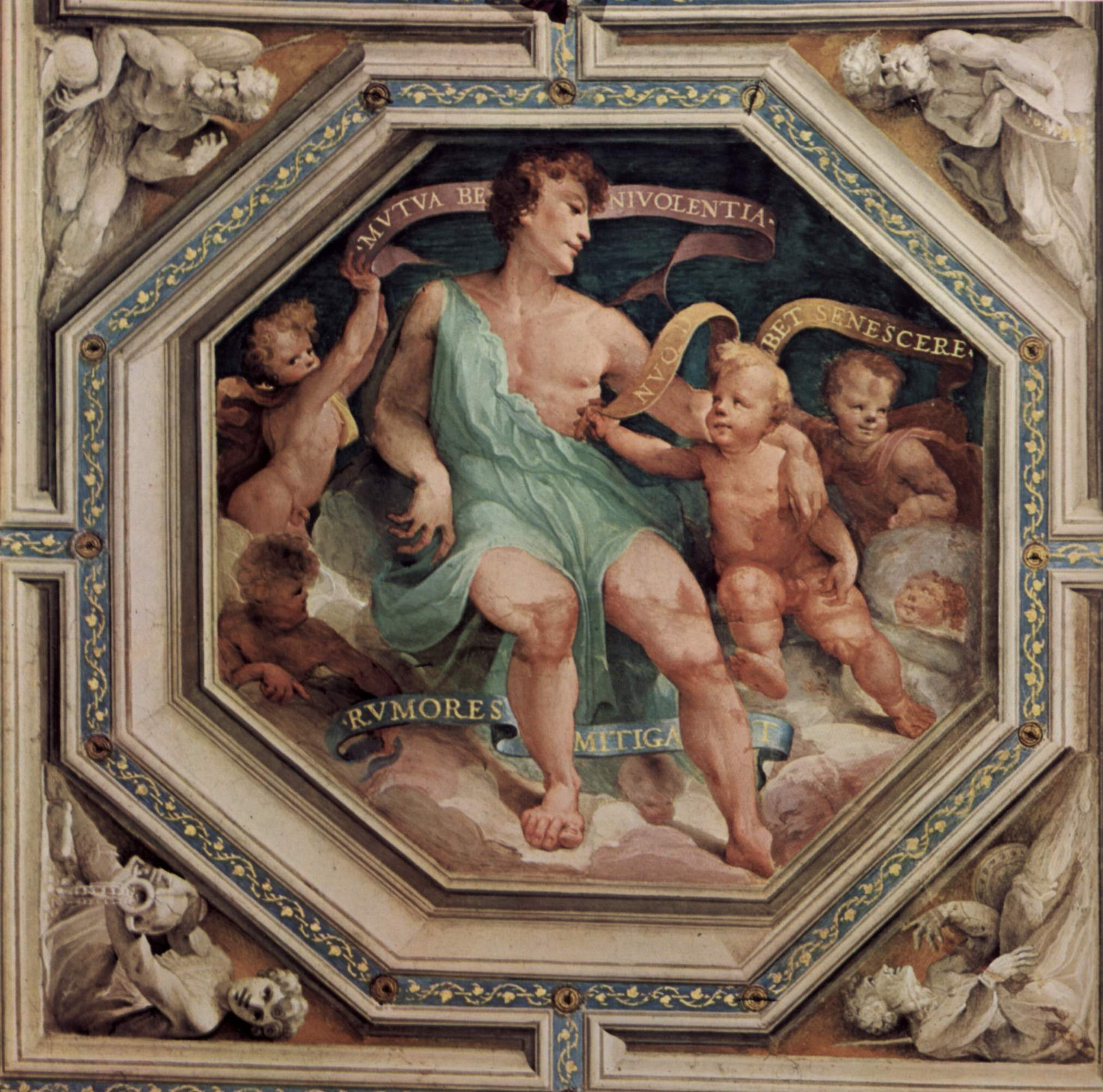
La Bienveillance mutuelle
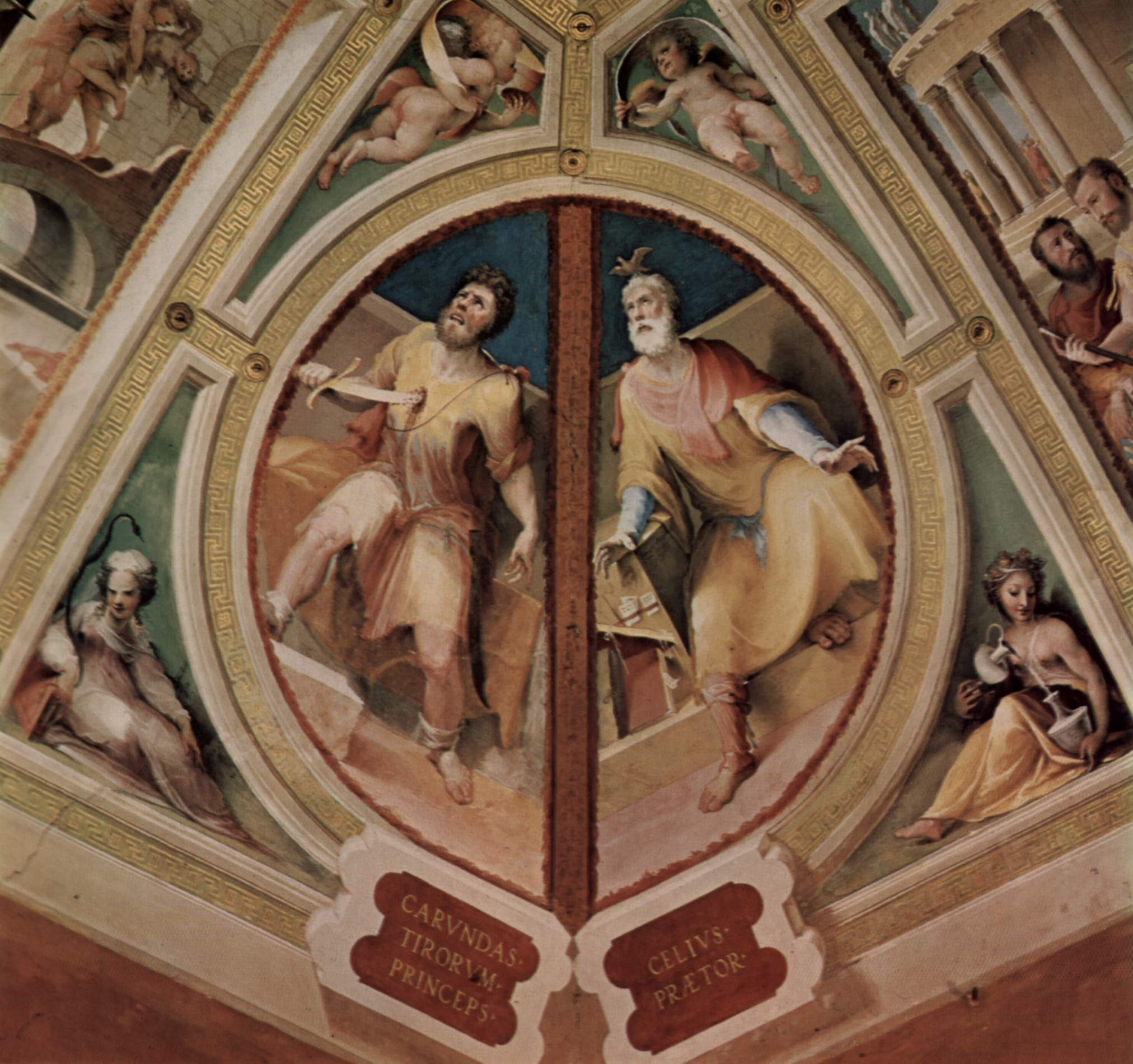
Charondas et Elius
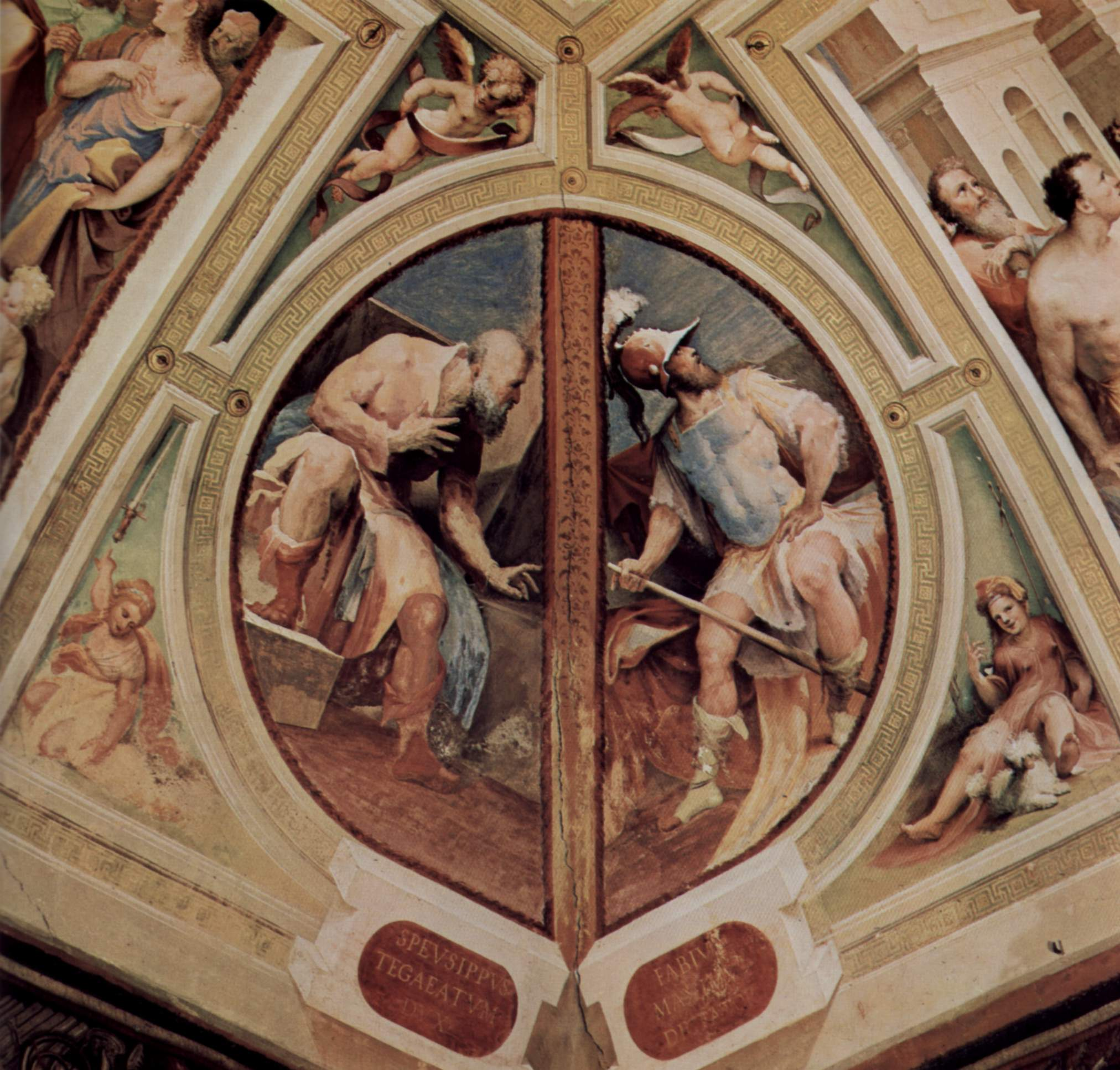
Stasippe de Tégée et Fabius Maximus
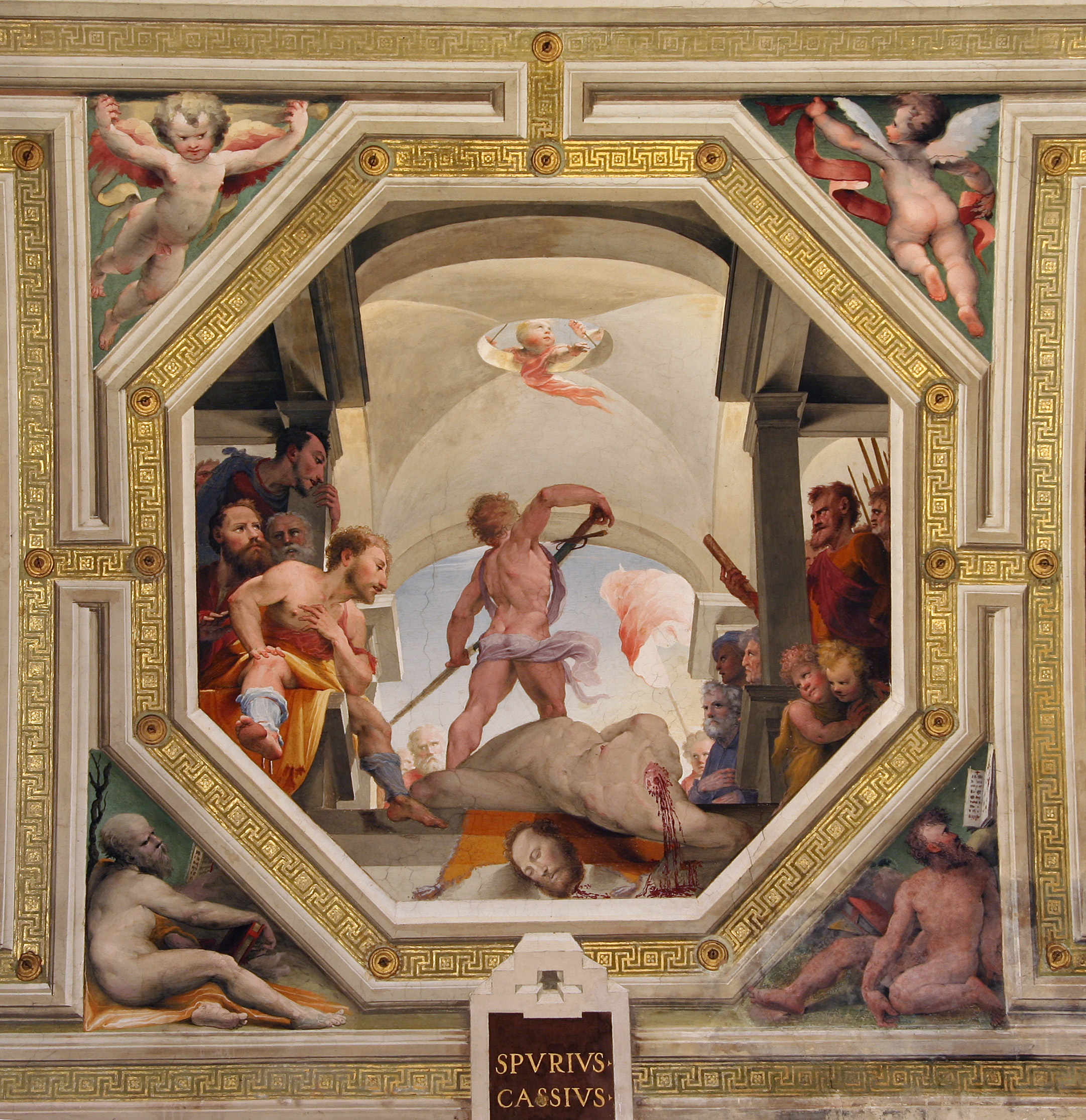
Décapitation de Spurius Cassius Vecellinus
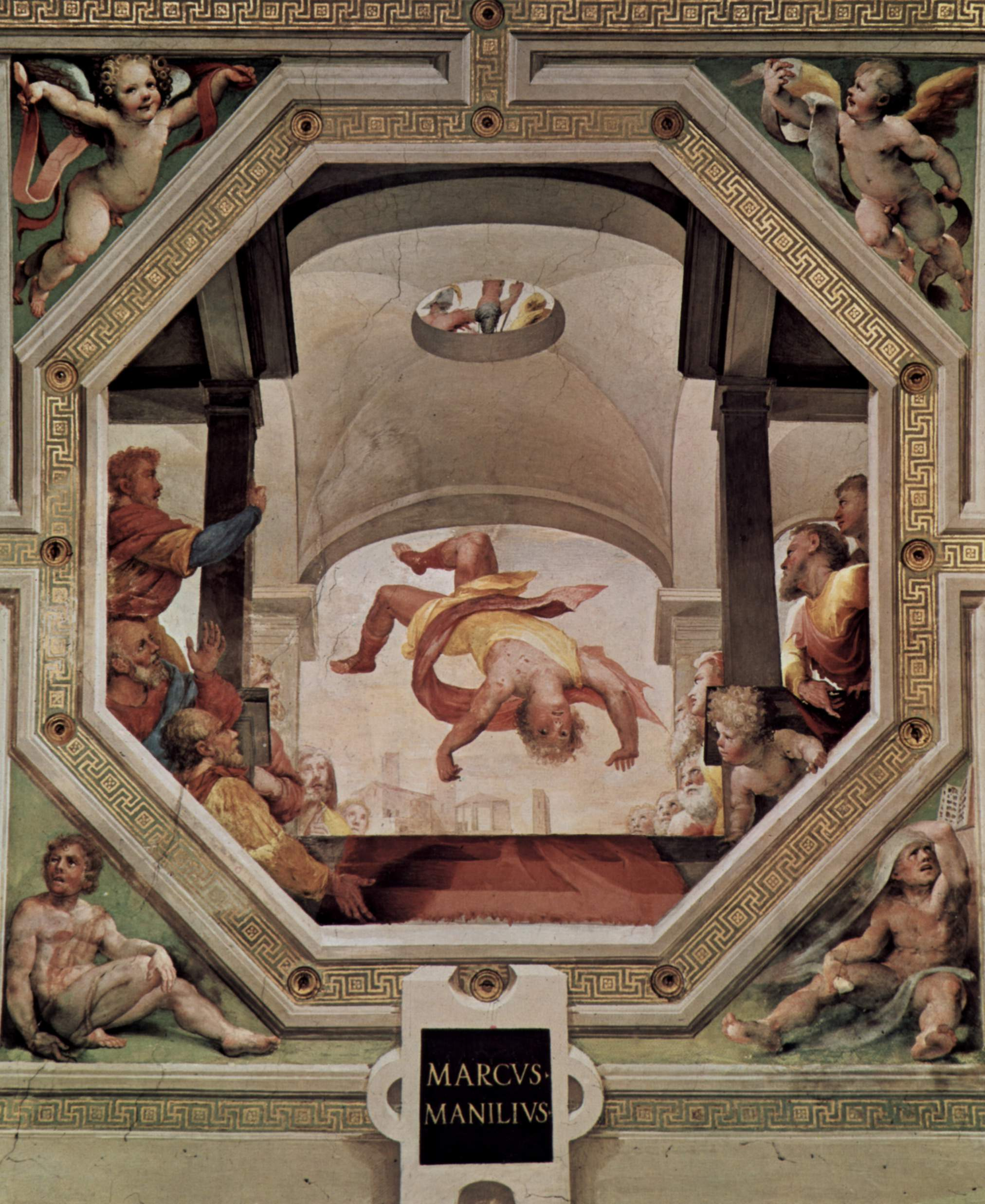
Marcus Manlius précipité du Capitole

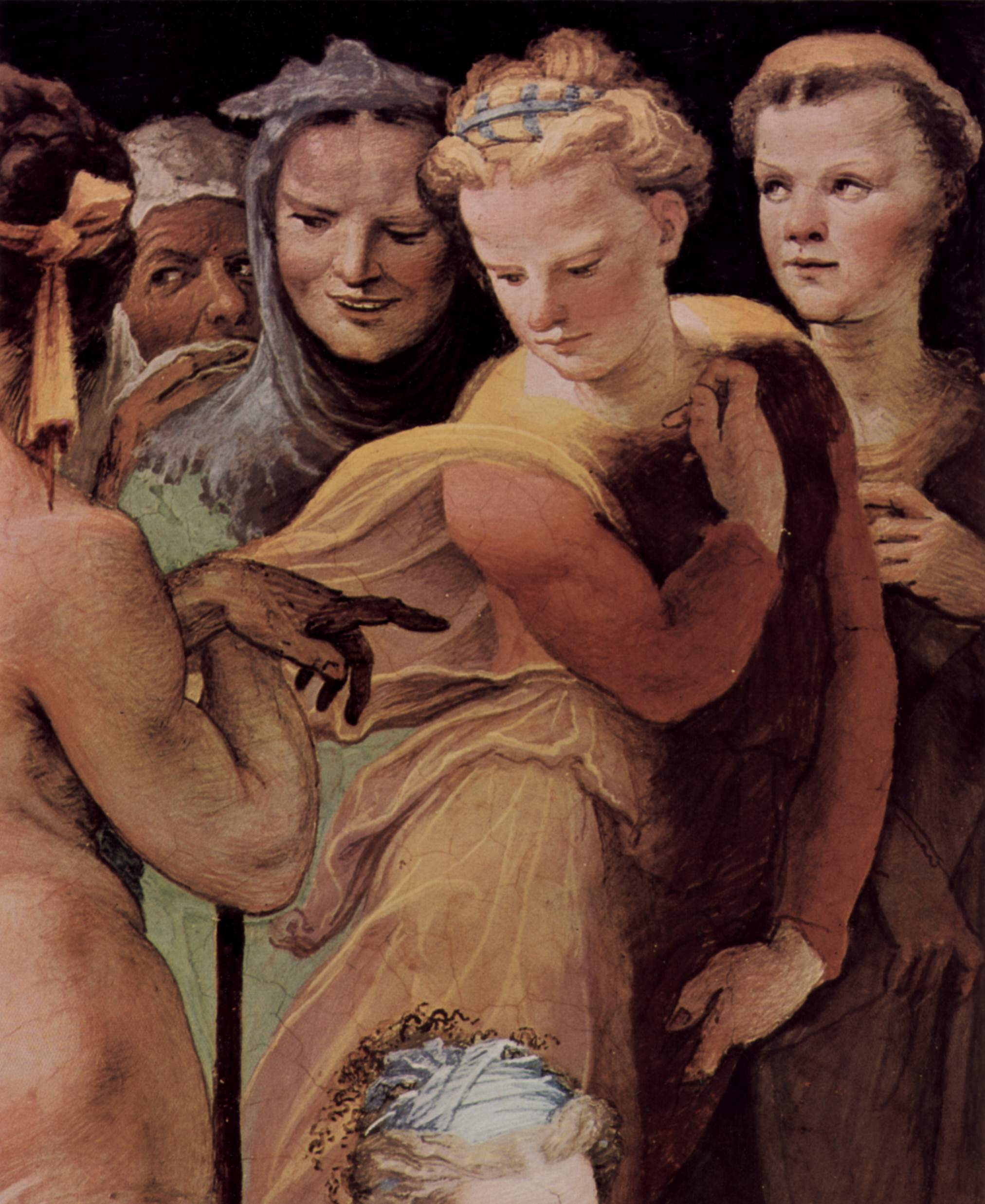
Postumius Tiburcius faisant mettre à mort son fils (Détail)

Quant aux scènes d'histoire, Vertus publiques des héros grecs et romains, elles représentent des épisodes « régénérateurs » de la République tirés de l'Antiquité dont la liste semble déjà dressée par Machiavel dans son Discours sur la première décade de Tite-Live (Livre III) : « Pour donner de la vigueur et de la vie [aux institutions du Gouvernement] il faut un homme vertueux qui puisse opposer son courage à la puissance des transgresseurs. Les exemples les plus remarquables de pareils coups frappés par cette autorité, avant la prise de Rome par les Gaulois, sont :
- La Mort des fils de Brutus
- La Mort des décimvirs
- La Mort de Spurius Melius

et, après la prise de Rome
- La mort de Manlius Capitolinus
- La Mort du fils de Manlius Torquatus
- La Punition infligée par Papirius Cursor à Fabius, son maître de cavalerie, et
- L'Accusation contre les Scipions

Selon Machiavel, ces événements, aussi terribles qu'éloignés des règles ordinaires, n'arrivaient jamais sans ramener les hommes aux premiers principes de la République. : 
- La Réconciliation d'Emilius Lepidus et Flavius Flaccus
- La Décapitation de Spurius Cassius
- Marcus Manlius précipité du Capitole
- Postumius Tiburcius faisant mettre à mort son fils
- Le Sacrifice de Seleucos de Locride
- Publius Manlius faisant condamner ses collègues au bûcher
- L'Exécution de Spurius Melius et
- Le Sacrifice de Codros, roi d'Athènes

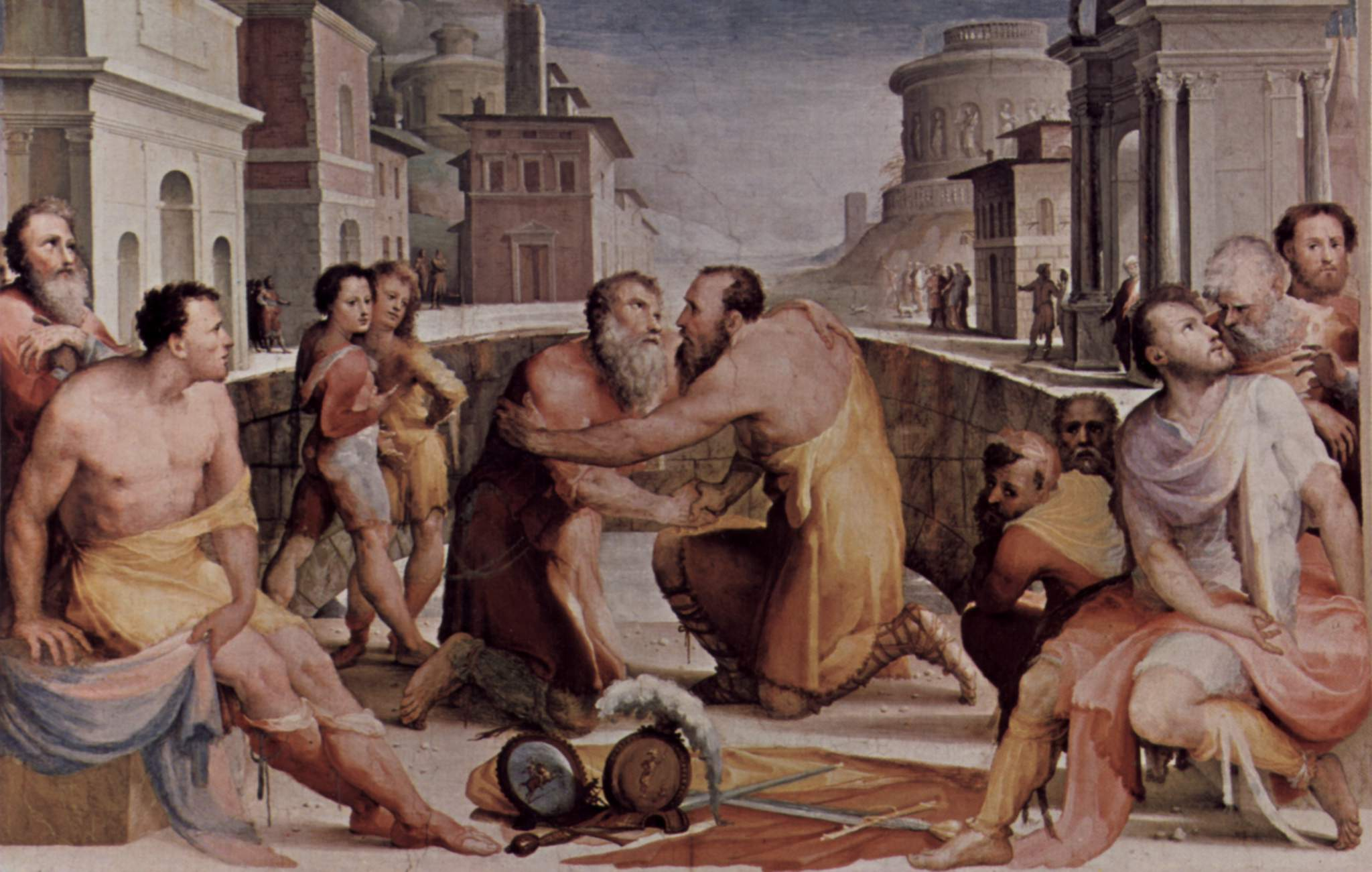
La Réconciliation entre Leidus et Flaccus
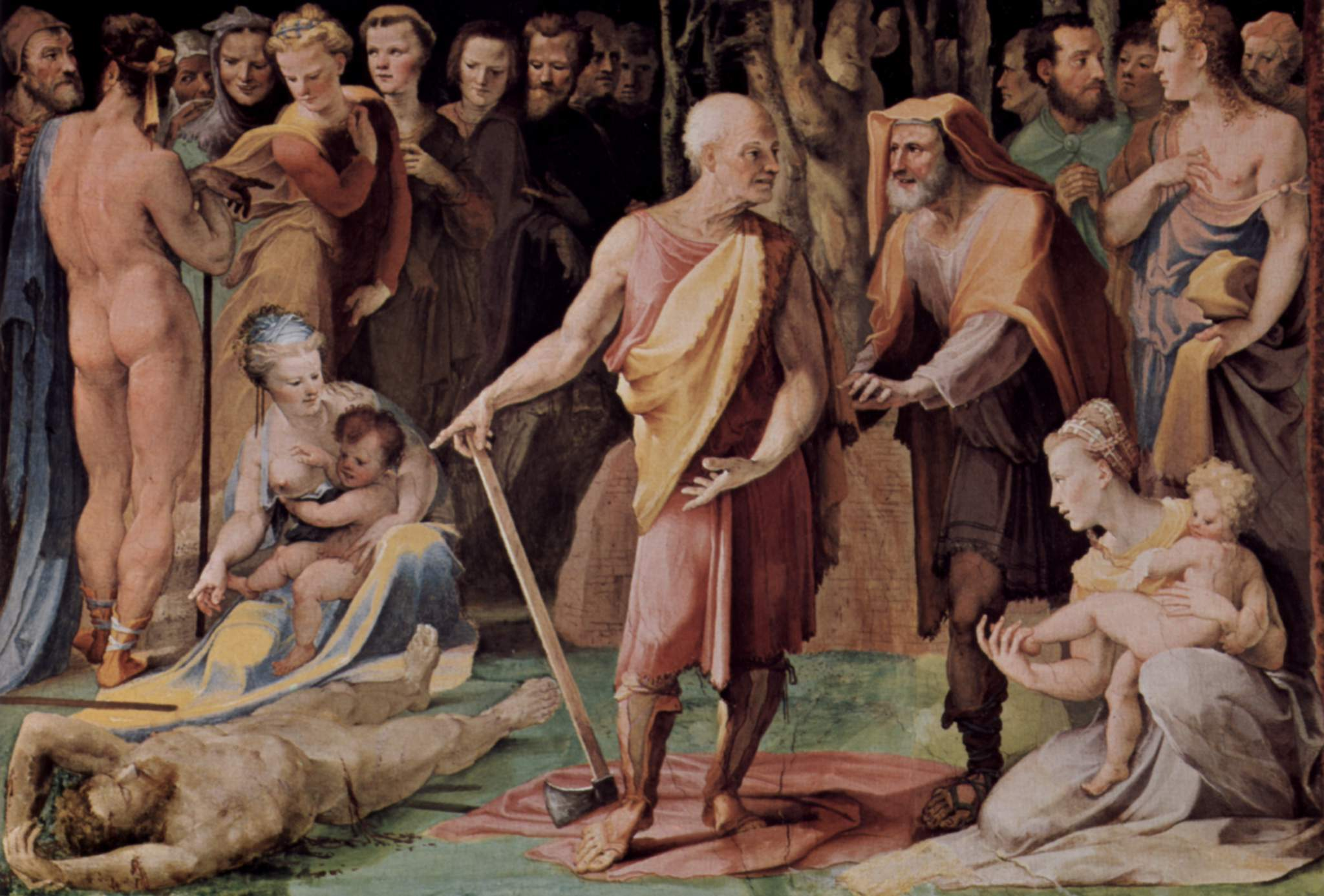
Postumius Tiburce tue son fils
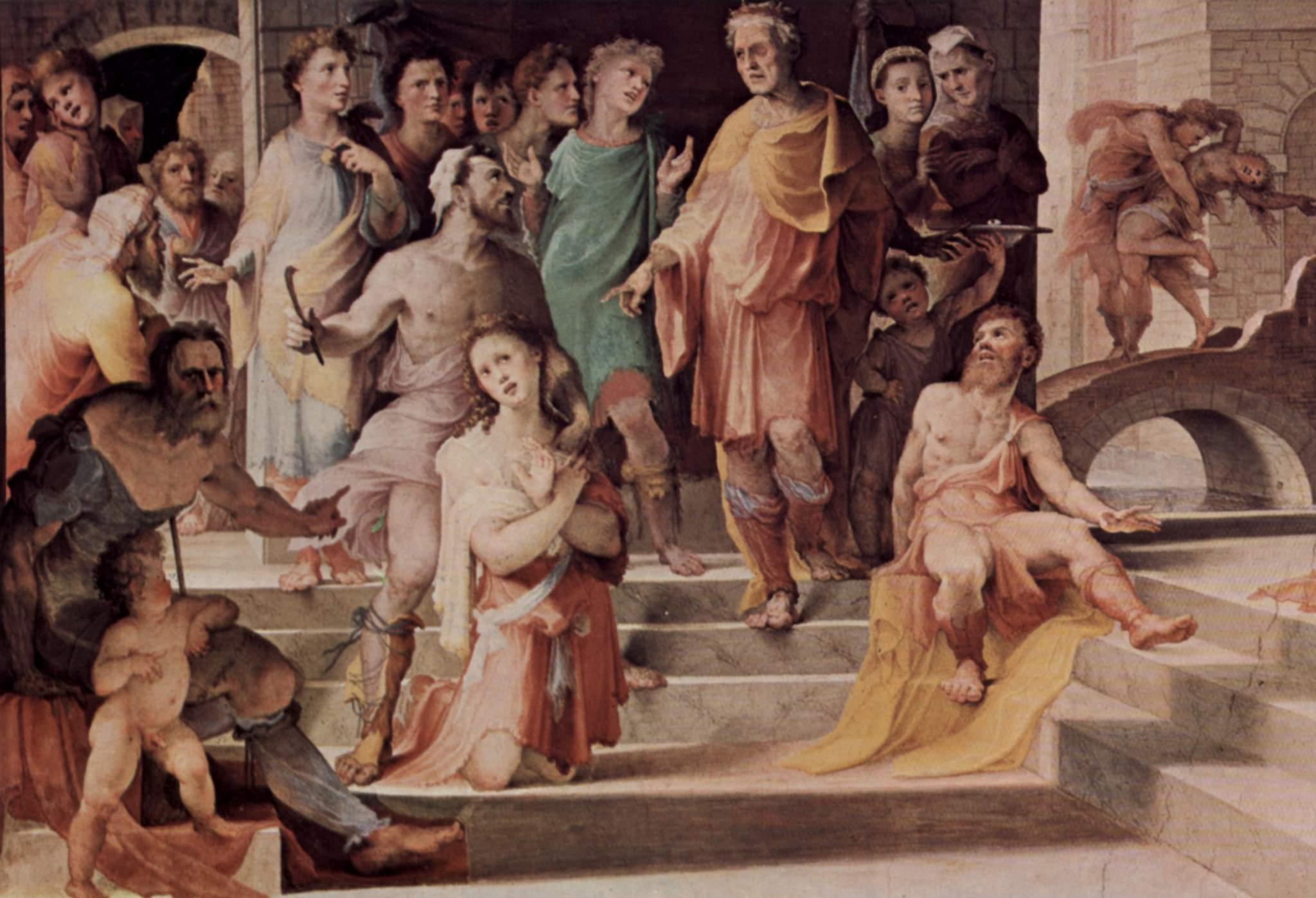
Le Sacrifice de Seleucos de Locride
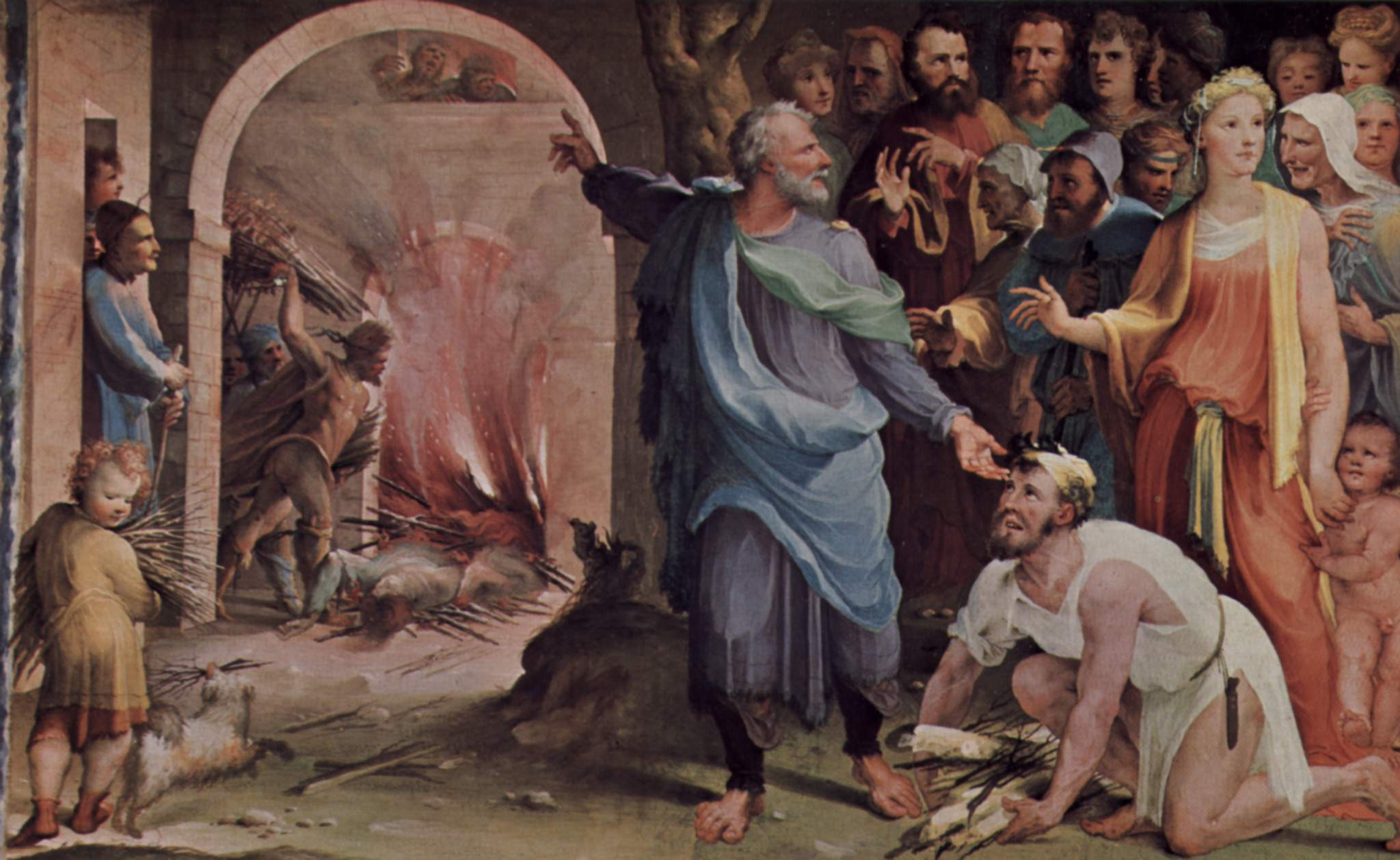
Publius Mesius envoie au bûcher
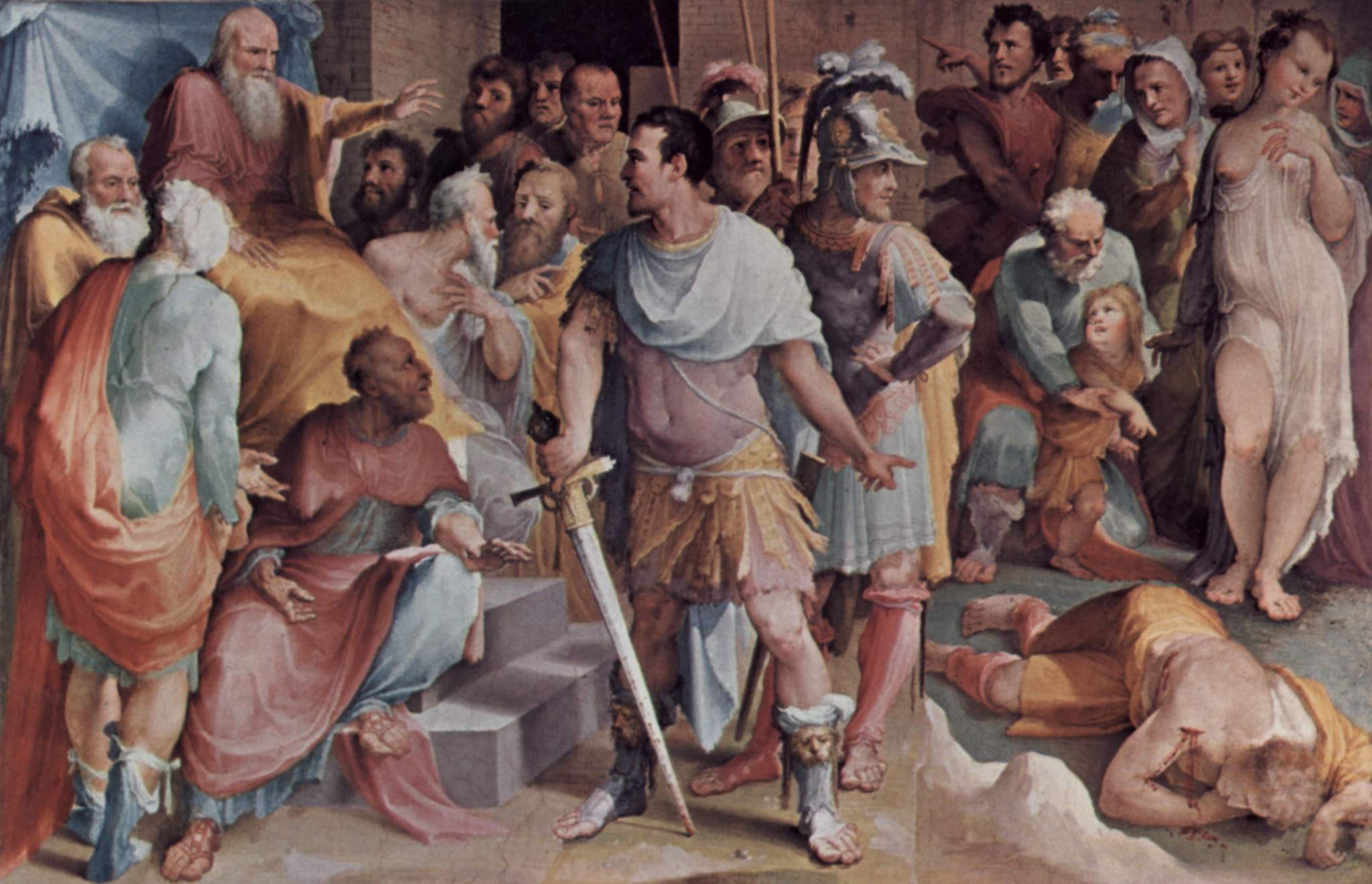
Exécution de Melius
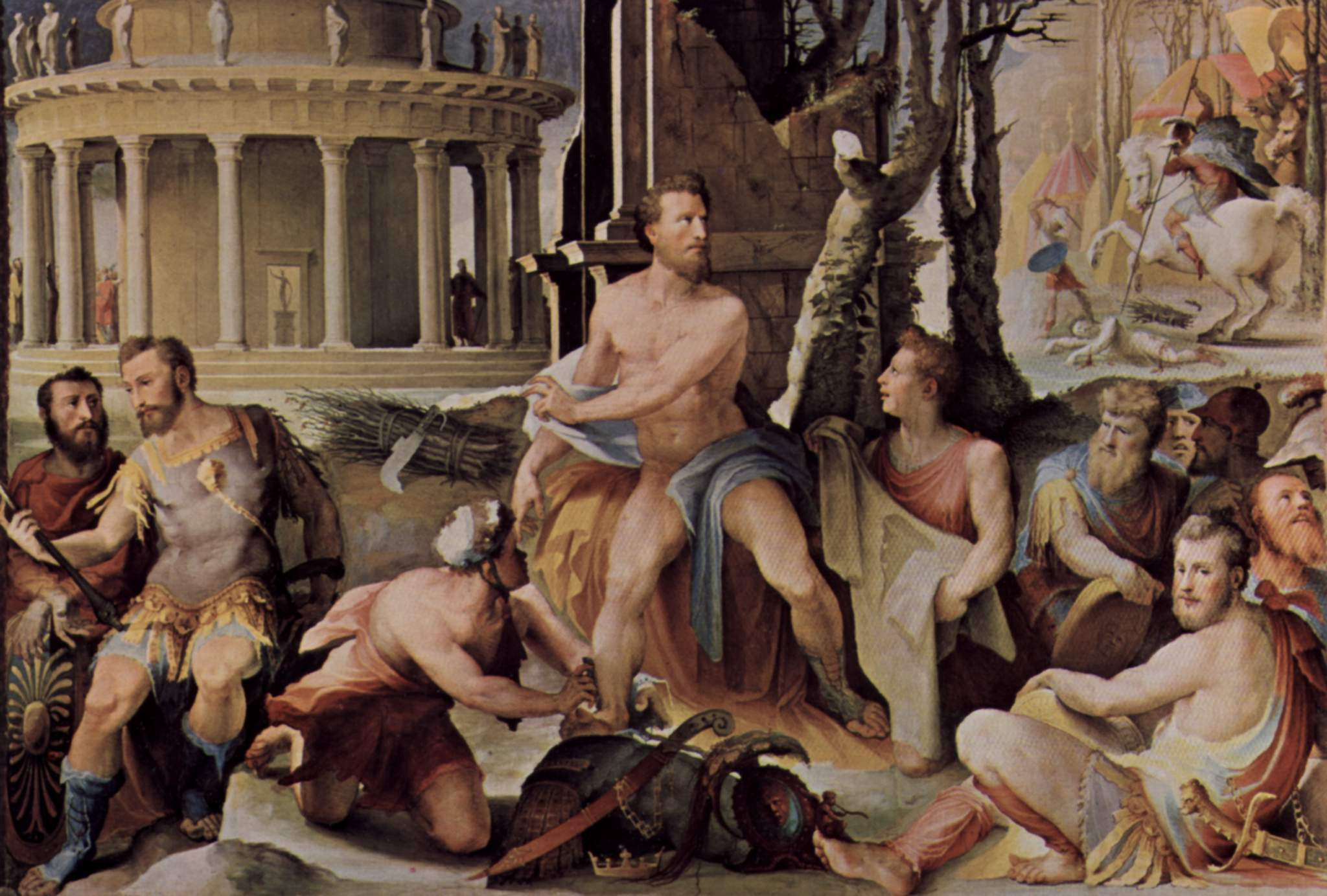
Le Sacrifice de Codros, roi d'Athènes

L'ensemble du cycle demandera à Beccafumi six années de travail et sera officiellement déclaré achevé le 2 août 1535. 
Le chantier, étroitement lié à la visite de Charles Quint à Sienne, aura entretemps subit quelques coups d'arrêt, en raison du report de celle-ci. Lorsque l'empereur se rendra finalement sur place en 1536, les édiles mettront en scène sa visite du Palazzo communale, envoyant au souverain un message non équivoque quant à leur attachement à la République.
Parallèlement, et toujours pour dans la perspective de cette visite impériale, Beccafumi exécuta, aux dires de Vasari, un cheval de carton-pâte en ronde-bosse, « haut de huit brasses et vide à l'intérieur, supporté par une armature de fer, monté par l'empereur revêtu d'une cuirasse à l'antique, l'épée à la main. Trois grandes figures, qui contribuaient à soutenir le poids, étaient couchées, en position de vaincues, sous le cheval en train de sauter, les pattes avant levées ; ces trois figures symbolisaient trois provinces que l'empereur avait soumises ».

Anges de bronze, Grand autel du Duomo de Sienne
Ces huit anges en bronze réalisés en 1551 sont ses dernières œuvres connues. Les consoles anthropomorphes, qui faisaient partie de la même commande, resteront, quant à elles, inachevées à la mort de l'artiste.

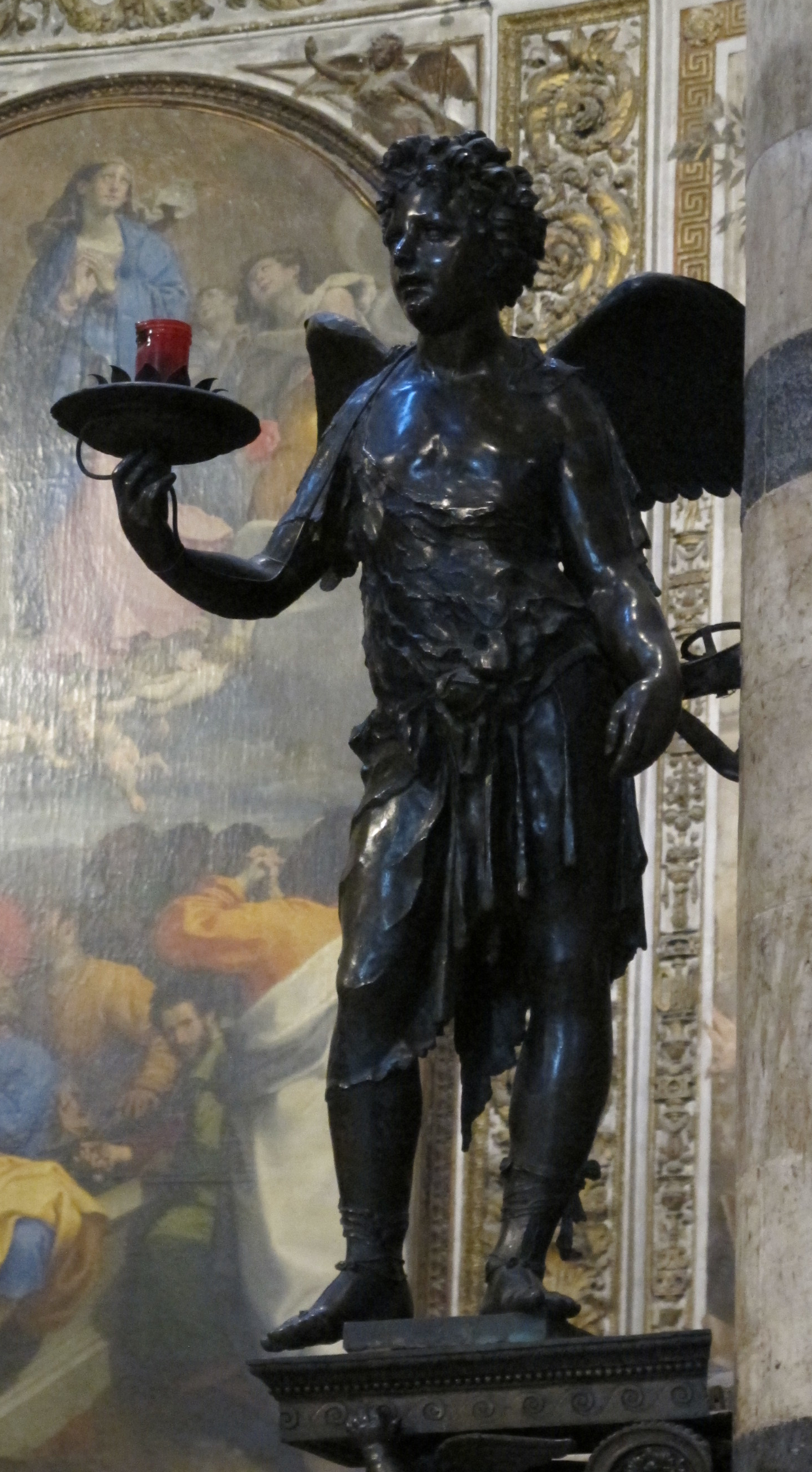
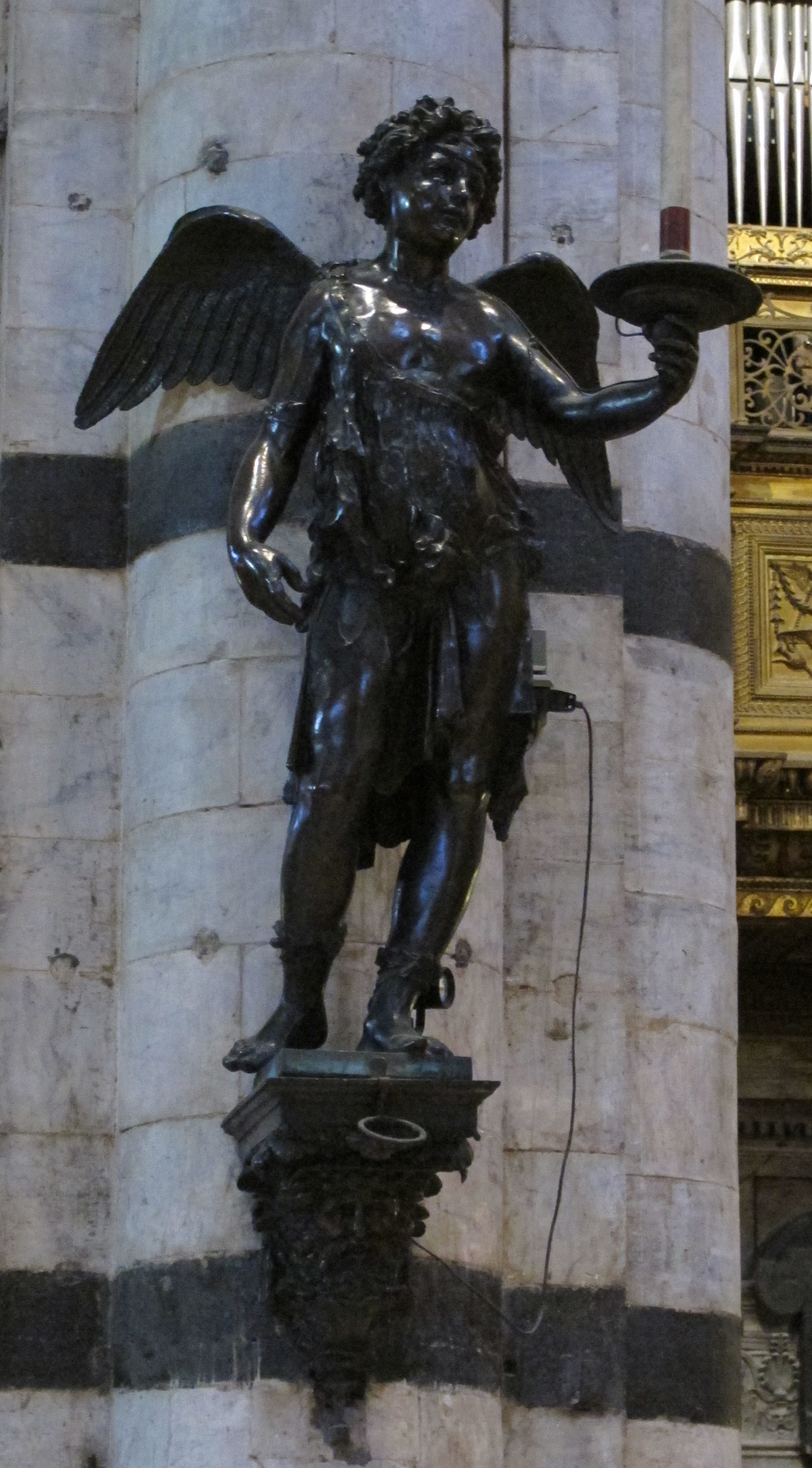
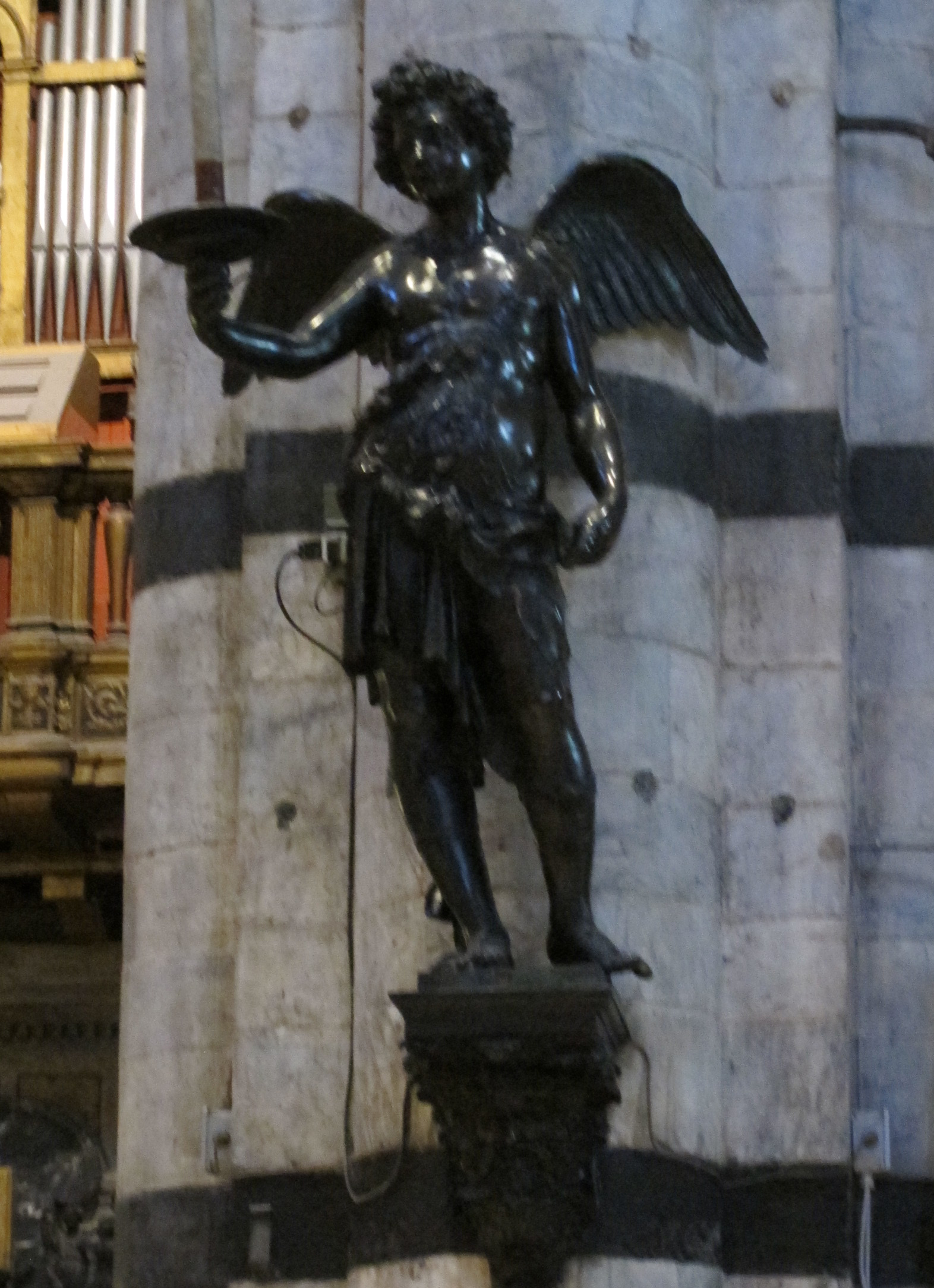
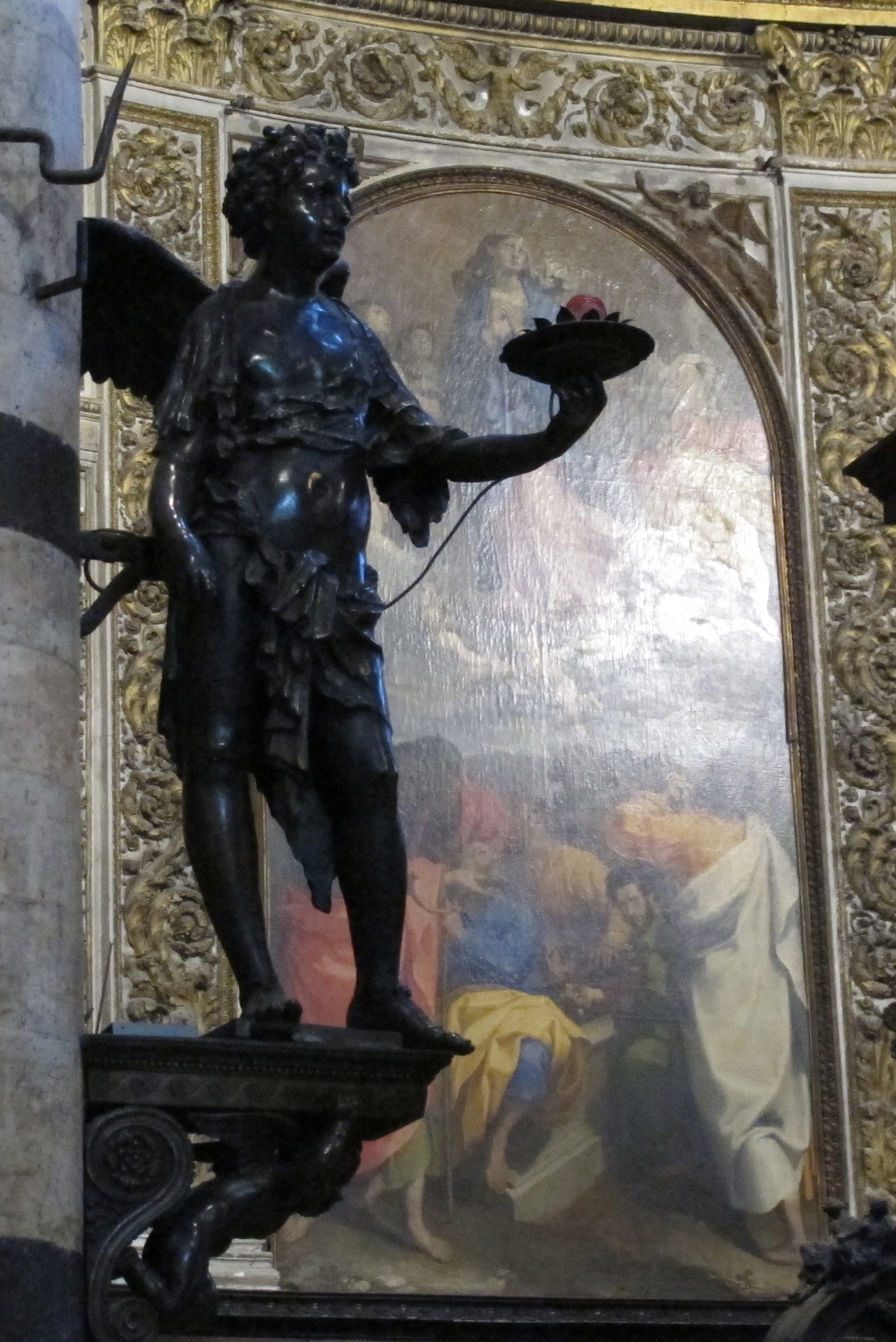

### Statut, vie familiale et postérité
Véritable artiste-artisan, extrêmement prolifique, Beccafumi accepte pendant sa carrière des commandes variées : 
- outre le cheval de carton-pâte sus-mentionné
- décoration de quatre drapeaux aux armes du nouveau recteur Jacomo d'Antonio del Vescovo pour l'Hôpital Santa Maria della Scala (1516)
- décoration d'un cercueil pour la Compagnie de Santa Lucia (1521)
- mise en couleur d'une Annonciation en terre cuite réalisée par Lorenzo di Mariano (1531)
- autre décoration de cercueil pour la Compagnie de Sant'Antonio Abbate (1538).

Contrairement aux artistes pensionnés par un mécène ou à ceux qui exercent plusieurs activités, Beccafumi insistera, sa vie durant, sur le fait qu'il «ne vi[t] de rien d'autre que de [son] labeur et de [son] art». Il est également régulièrement consulté, seul ou au sein d'une commission de pairs, artistes et artisans, pour estimer des œuvres réalisées par ses confrères.

Marié en premières noces (c. 1521) avec Andreoccia, il en aura une première fille, qui entrera au couvent des Povere de Vallepiatta, puis un fils (Adriano (1523-1588). En secondes noces, il épouse, en 1533, Caterina Cattanei, fille du libraire Jacopo Cattanei et sœur de Pietro Cattanei, auteur de deux traités sur l'architecture et les mathématiques. Elle lui donnera deux filles : Ersilia (1535) et Polifile (1537). Adriano, resté analphabète, mourra pauvre et sans descendance en 1588. Ersilia épousera, en 1555 Cesare Pasquali, puis Bernardino Rossi, décédé en 1591. Polifile suivra sa demi-sœur au couvent de Vallepiatta en 1558.

L'évolution de son patrimoine témoigne de la reconnaissance professionnelle que lui portent ses concitoyens. Domenico Beccafumi est sans conteste un artisan apprécié de son vivant, même s'il tend, dans ses déclarations officielles, à minimiser ses possessions. Dès 1517-1518, il fait l'acquisition d'une propriété agricole, avec une maison, à Santa Maria a Tressa (il la revendra en 1528). En 1524, il acquiert une propriété près de Sant'Apollinare, avec une vigne et une maison, puis, en 1539, une autre propriété près de Monastero. Il acquiert ensuite une première maison via dei Maestri, aujourd'hui via Tito Sarrocchi (1544), et, la même année, un domaine situé à Terrenzano, avec des terres cultivées, des vignes et des vergers. Enfin, en 1545, il se porte acquéreur d'une seconde maison via dei Maestri. À la fin de sa vie, Beccafumi possède trois maisons à Sienne, deux propriétés avec des terrains cultivés et un bois de châtaigniers.

Marco Pino (1521-1583) fut son élève.

Le musée du Louvre conserve une collection de ses dessins, et lui a consacré une exposition.

## Chronologie des œuvres
Sur les sources voir note.
Les Années d'apprentissage et le séjour à Rome
- 1508-1510 : 
  - Vierge à l'Enfant, tempera sur bois, tondo diam. 68 cm, Pinacothèque nationale de Sienne,
  - Sophonisbe, huile sur panneau, Musée Bonnat, Bayonne
  - Cléopâtre, huile sur panneau, Musée Bonnat, Bayonne
  - Judith, huile sur panneau, Wallace Collection (musée), Londres,
- 1510 Pinacothèque nationale de Sienne : 
  - Saint Augustin, tempera sur panneau
  - Saint Galgano, tempera sur panneau
  - Saint Paul, tempera sur panneau
  - Christ de Piété, tempera sur panneau

Le Retour à Sienne
- 1513 environ

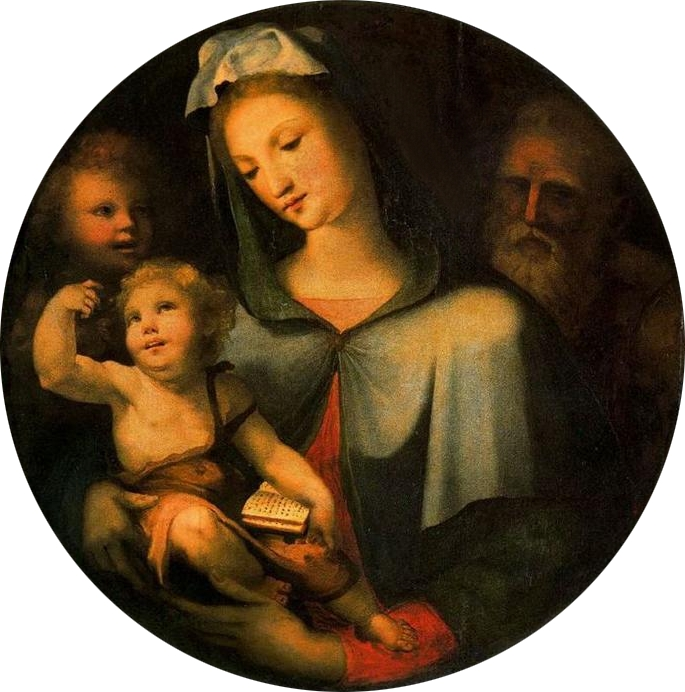
Sainte Famille
1514-1515, Offices

  - Triptyque de la Trinité, huile et tempera sur panneau, 152 × 228 cm, Pinacothèque nationale de Sienne. Destiné à l'autel de la Madonna del Manto à l'hôpital Santa Maria della Scala
  - Rencontre entre Joachim et Anne à la Porte dorée, fresque, Hôpital Santa Maria della Scala, Sienne,
  - Sainte Catherine de Sienne recevant les stigmates, huile sur panneau, Jean Paul Getty Museum, Los Angeles,
  - Sainte Catherine reçoit la communion de la main d'un ange, huile sur panneau, Jean Paul Getty Museum, Los Angeles
  - Vénus avec deux amours, fragment de panneau, Collection particulière, Budapest,
  - Vierge à l'Enfant avec les saints Laurent et Catherine d'Alexandrie, huile sur panneau, localisation actuelle inconnue
- L'Histoire de sainte Catherine à la Pinacothèque nationale de Sienne
  - Le Mariage mystique de sainte Catherine, tempera sur panneau
  - Sainte Catherine reçoit l'hostie d'un ange, tempera sur panneau
  - Sainte Catherine reçoit l'habit de l'ordre de saint Dominique, tempera sur panneau
  - Sainte Catherine recevant les stigmates, avec saint Benoît et saint Jérôme, tempera et huile sur panneau, 208 × 156 cm
- 1514-1515 : La Sainte Famille et le petit saint Jean, huile sur bois, tondo de 84 cm, Galerie des Offices, Florence
- 1515 :
  - L'Enfant Jésus, huile sur panneau, Collection particulière, Florence,

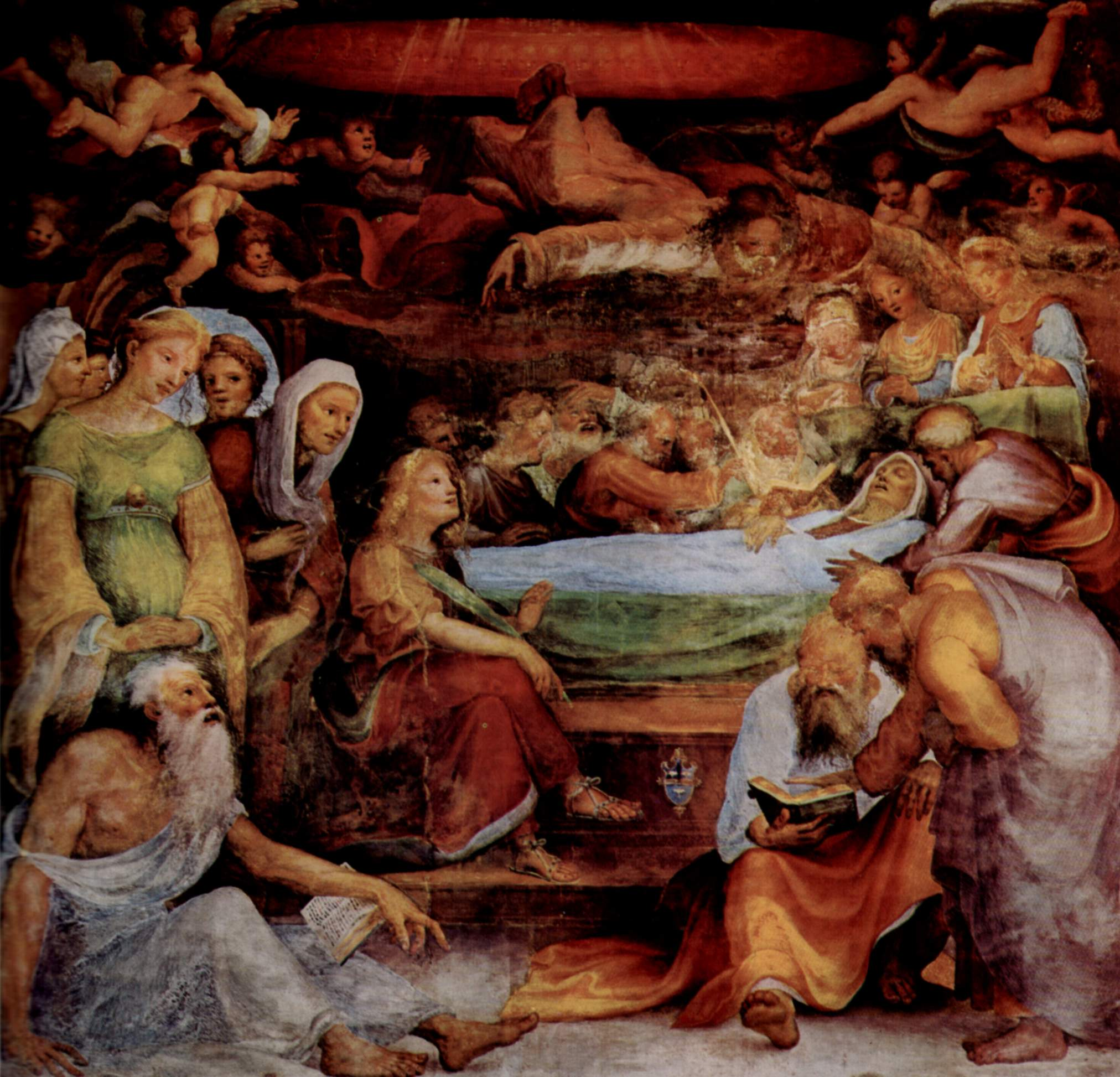
Mort de Marie, 1518-1520
Oratoire de la Compagnie de Saint Bernardin, Sienne

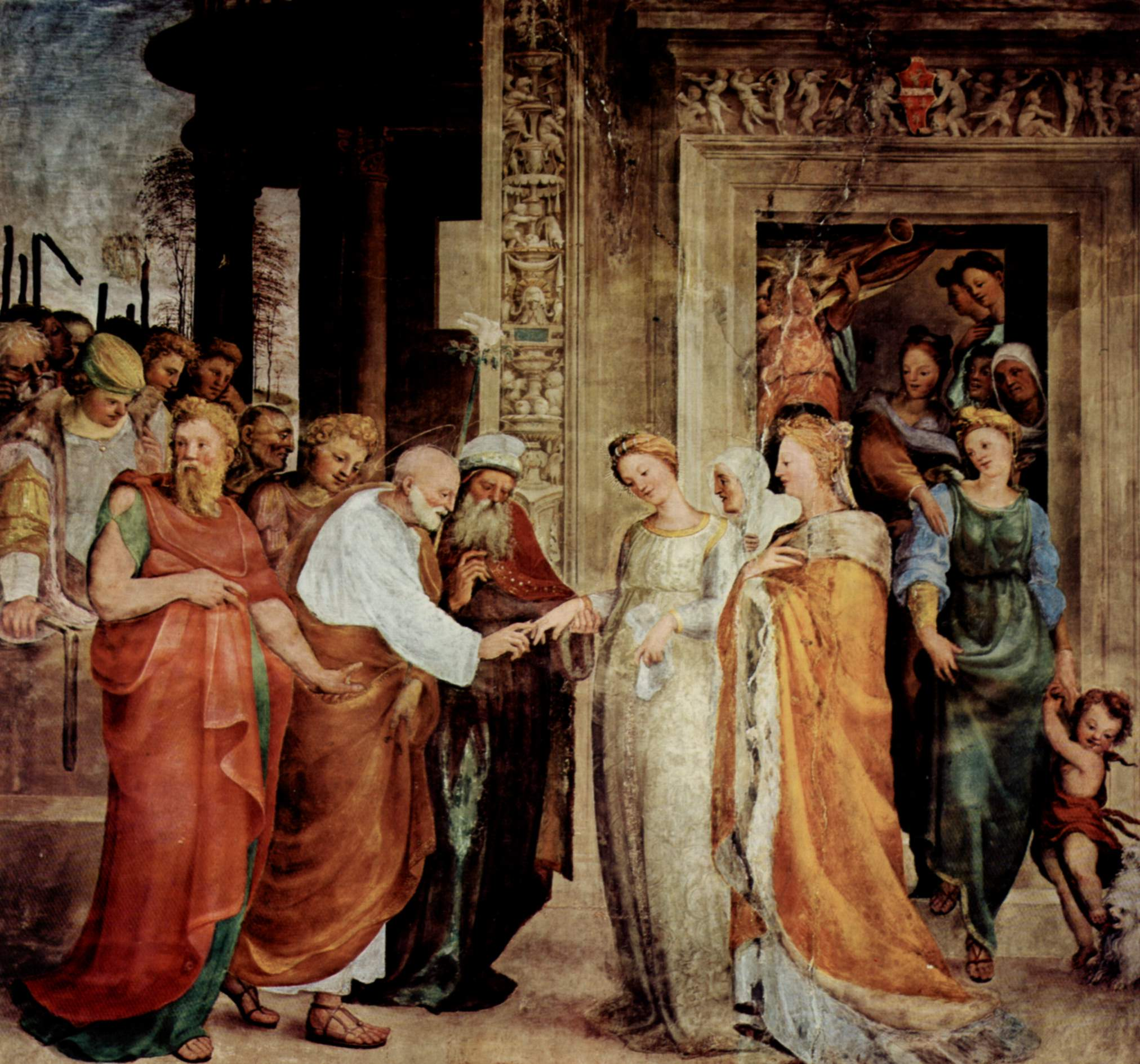
Fiançailles de la Vierge, 1518-1520
Oratoire de la Compagnie de Saint Bernardin, Sienne

- - Saint Étienne, huile sur panneau, collection Chigi Saracini, propriété du Monte dei Paschi di Siena, Sienne
  - Saint Paul en trône, tempera et huile sur panneau, 230 × 150 cm, Musée de l'Œuvre de la Cathédrale (Sienne)
- 1515-1518 : Sainte Famille avec saint Jean Baptiste, huile sur panneau, collection particulière,
- 1516-1517 : Saint Ignace d'Antioche, huile sur bois, collection Chigi Saracini, propriété du Monte dei Paschi di Siena, Sienne
- 1518
  - Christ porte-croix, huile sur panneau, Pinacothèque nationale, Sienne,
  - Christ porte-croix, huile sur panneau, Palazzo Manzi, Pinacothèque nationale, Lucques,
  - Lucrèce, huile sur bois, Oberlin College, Oberlin,
  - Vénus dans un paysage, huile sur bois, Barber institute of fine arts, Birmingham,
- 1518-1520 fresque, Oratoire de la Compagnie de Saint Bernardin, Sienne : Les Fiançailles de la Vierge, et La Mort de Marie, 280 × 300 cm

Pendant le chantier de la décoration du Duomo de Sienne
- 1519

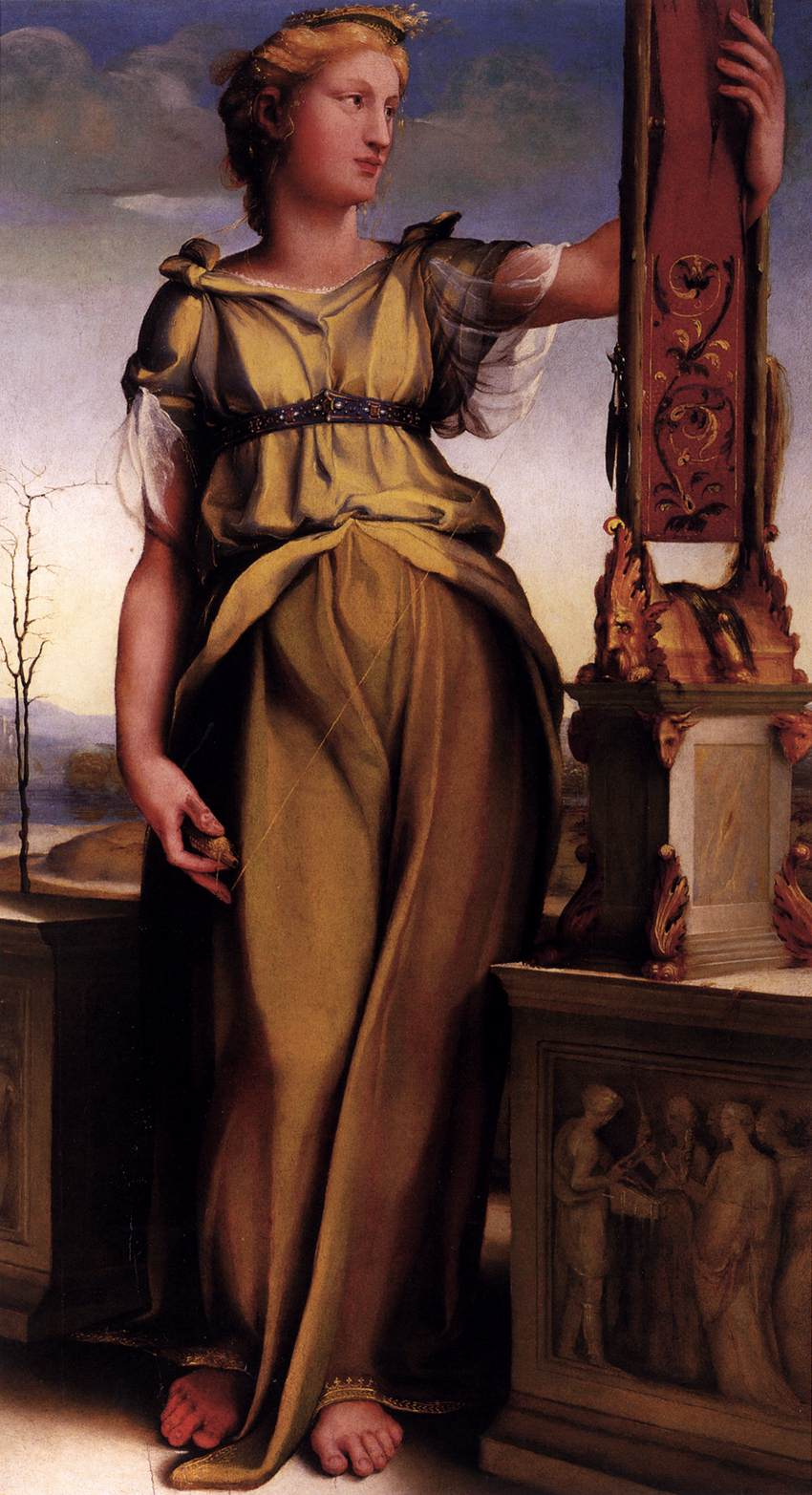
Pénélope, 1519
Seminario Patriarcale (Venise).

  - Les Lupercales, huile, collection Martelli, Florence,
  - Le Martyre de saint Ignace, huile sur panneau, Collection particulière,
  - Vierge à l'Enfant avec saint Jérôme et saint Jean Baptiste, huile sur panneau, tondo diam. 85,5 cm, Musée Thyssen-Bornemisza, Madrid,
  - Codex miniato, enluminures, tempera et or sur parchemin, Hôpital Santa Maria della Scala, Sienne,
  - Pénélope, huile sur panneau, Seminario patriarcale, Venise,
  - Cornélie, huile sur panneau, Galerie Doria-Pamphilj, Rome,
  - Tanaquile, huile sur panneau, National Gallery, Londres,
  - Marcia, huile sur panneau, National Gallery, Londres,
  - Le Culte de Vesta, huile sur bois, Collection Martelli, Florence,
- 1520
  - Deucalion et Pyrrha, huile sur panneau, Musée Horne, Florence,
  - Hercule à la croisée des chemins, panneau de cassone, Musée Bardini, Florence
- 1520-1525
  - Virginie devant Appius Claudius, huile sur bois, National gallery, Londres,
  - Saint Jérôme en prière, huile sur bois, Galerie Doria-Pamphilj, Rome,
- 1521
  - Sainte Lucie, huile sur panneau, Pinacothèque nationale de Sienne
  - Le Mariage mystique de Sainte Catherine, huile sur toile, 220 × 205 cm, Musée de l'Ermitage, Saint-Pétersbourg
- 1523-1524 : La Nativité, bois, 390 × 235 cm, Église Saint-Martin (Sienne)
- 1524 : Saint Michel chassant les anges rebelles, huile sur panneau, 347 × 227 cm, Pinacothèque nationale de Sienne

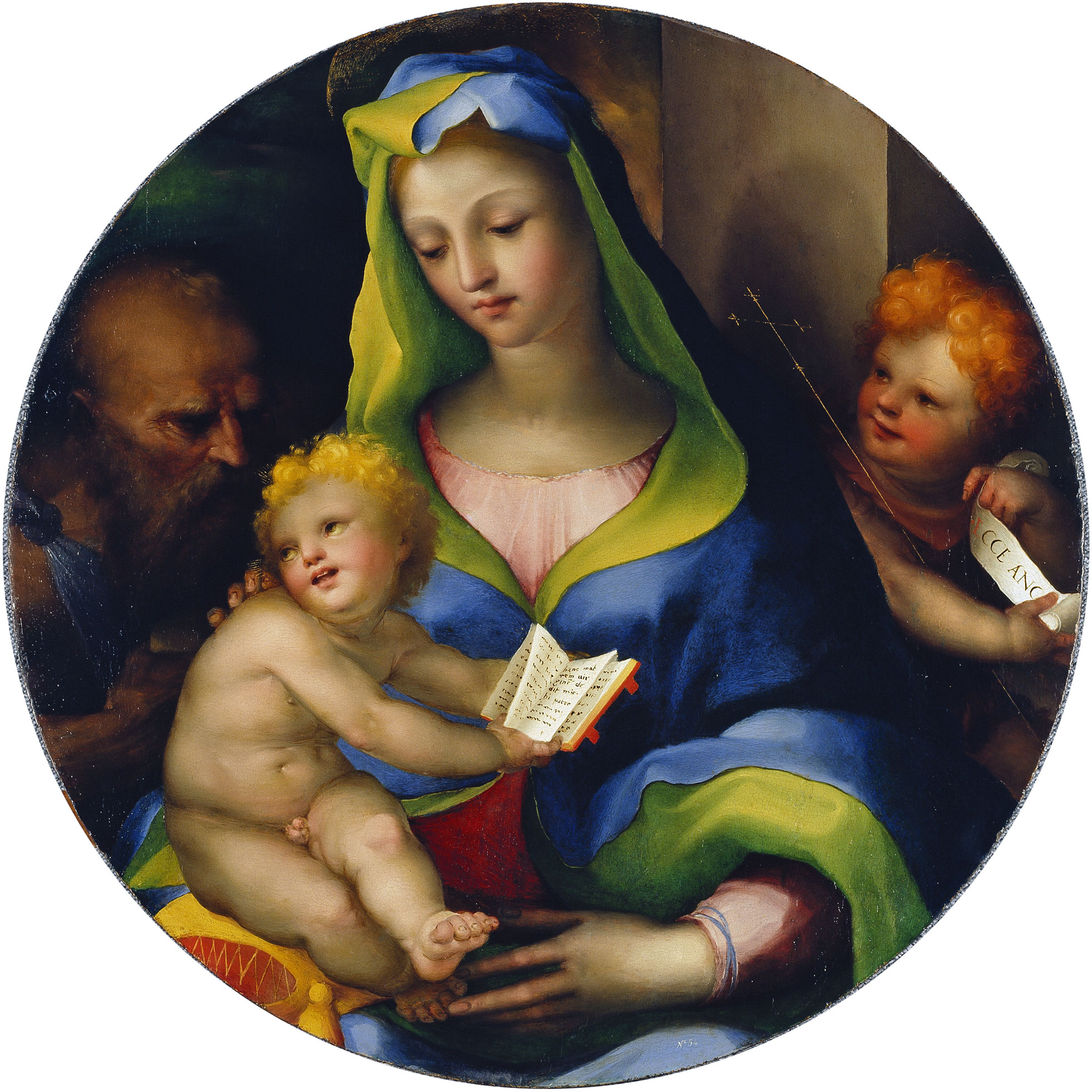
Vierge à l'Enfant avec saint Jérôme et saint Jean Baptiste, 1519 Musée Thyssen-Bornemisza
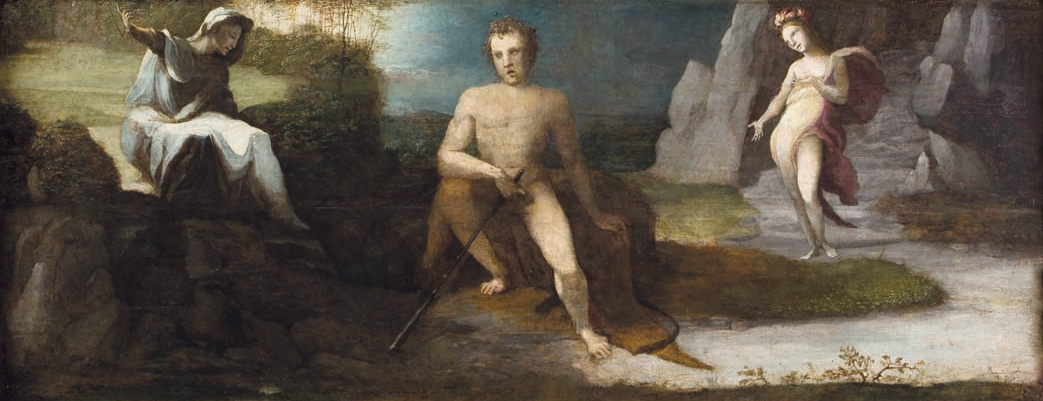
Hercule, 1520 Musée Bardini, Florence
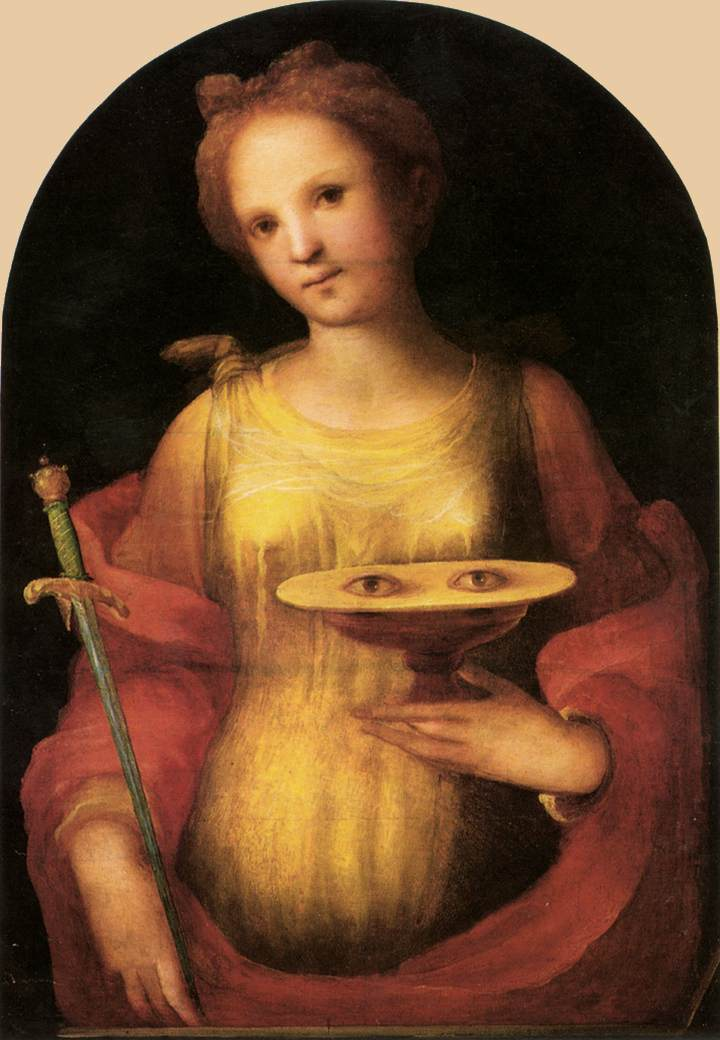
Sainte Lucie 1521, Sienne
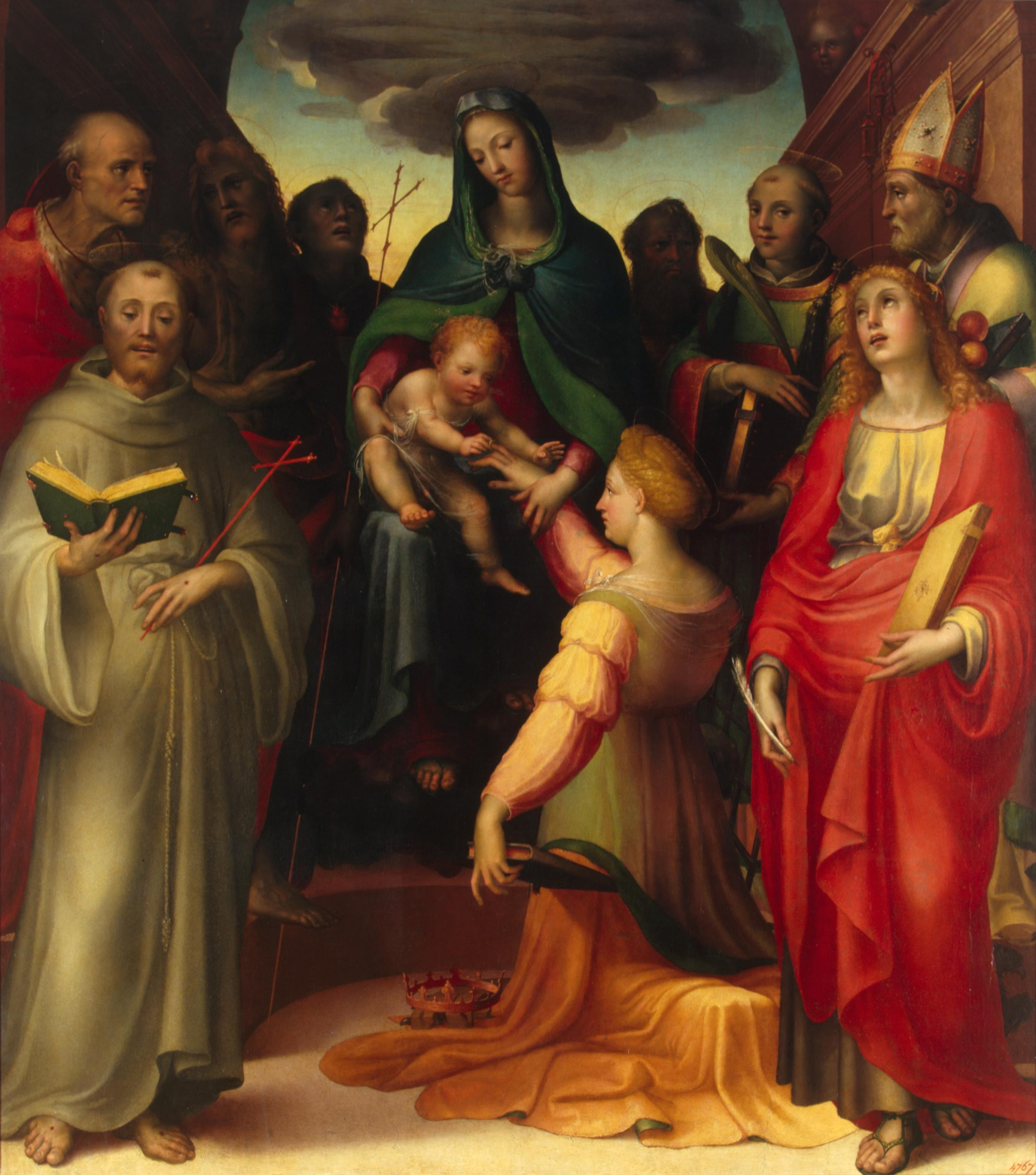
Mariage mystique de Ste Catherine 1521, Ermitage
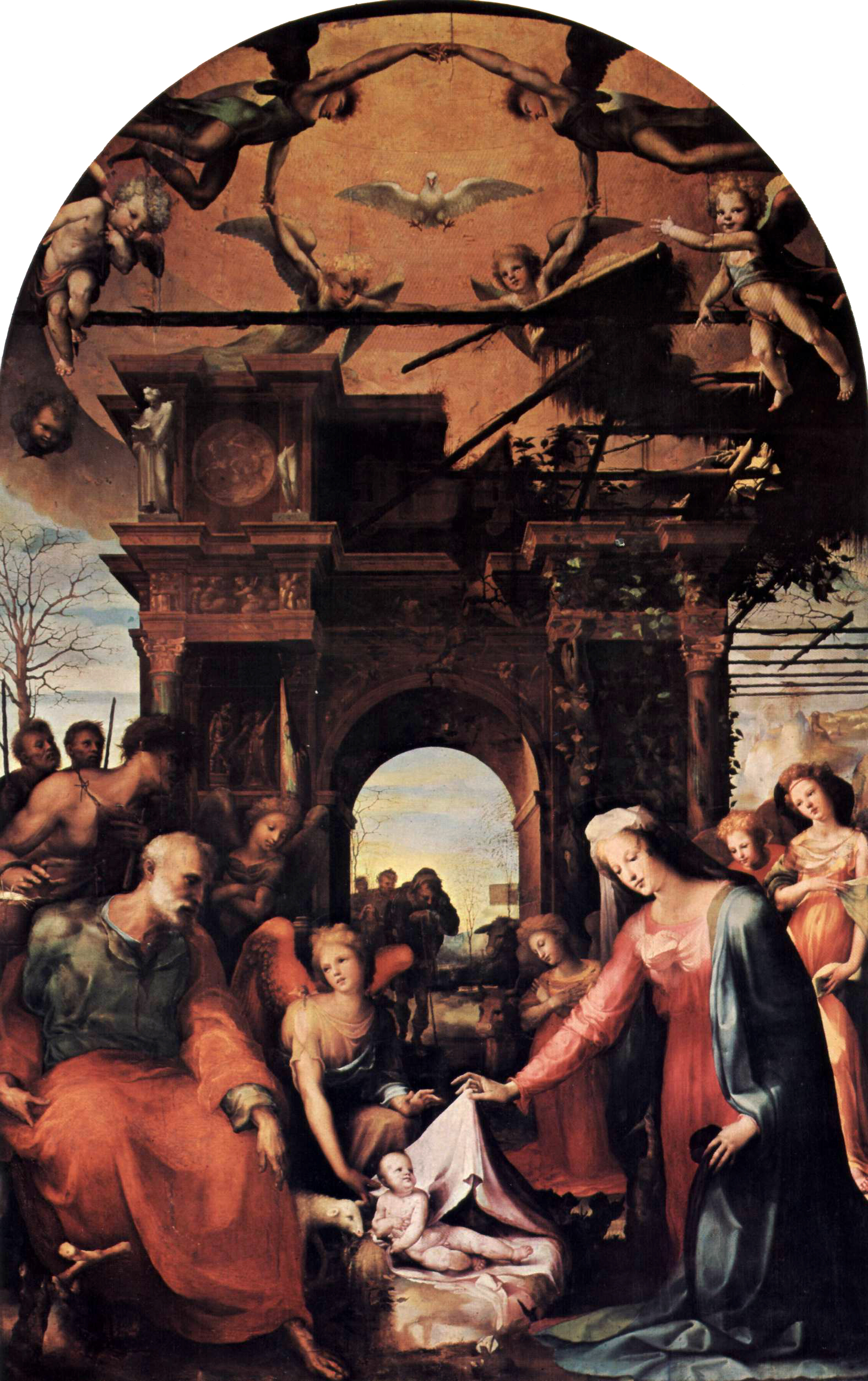
Nativité, 1523-1524 Église St Martin, Sienne
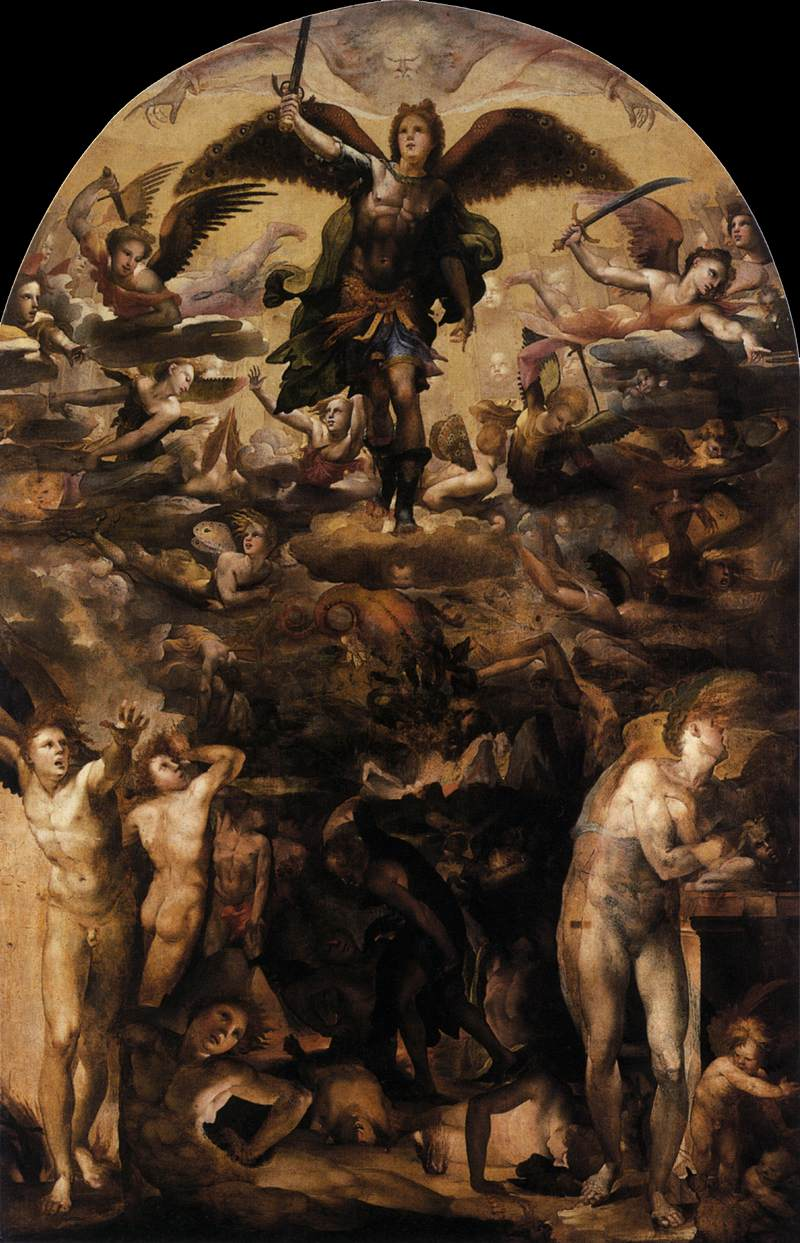
St Michel et les Anges rebelles 1524, Pinacothèque de Sienne

- 1524-1525 : Cycle de fresque dans l'ancien Palazzo Bindi Segardi, actuel Palazzo Casini Casuccini, Sienne
  - Le Sacrifice de Séleucos de Locride, 100 × 130 cm
  - Le Garçon macédonien courageux qui assiste au sacrifice d'Alexandre, 100 × 130 cm
  - Le Suicide de Caton d'Utique, 100 × 130 cm
  - Prométhée modèle l'homme
  - Scipion consacre les tribuns militaires, 100 × 130 cm
  - La Continence de Scipion, 260 × 280 cm
  - Zeus peint le portrait d'Hélène pour le temple d'Héra à Crotone, 260 × 280 cm
- v. 1525 : La Continence de Scipion, huile sur panneau, 68 × 140 cm, Musée du palais Mansi, Lucques
- 1527 : Portrait de l'artiste par lui-même, Offices, Cabinet des dessins et des estampes, Florence,
- 1528
  - Le Miracle de saint Michel sur le mont Gargano, tempera sur panneau, Carnegie Museum of Art, Pittsburgh,
  - L'Apparition de saint Michel au pape Grégoire le Grand, tempera sur panneau, Carnegie Museum of Art, Pittsburgh,
  - Le Mariage mystique de Sainte Catherine, huile sur bois, 310 × 230 cm, Collection Chigi-Saracini, propriété du Monte dei Paschi di Siena, Sienne.

Les Fresques du Palazzo Pubblico
- 1526-1530 : Saint Michel chassant les anges rebelles, huile sur panneau, 348 × 225 cm, San Niccolo al Carmine, Sienne
- 1529-1531 : L'Annonciation, ange et Vierge, terres cuites de Lorenzo di Mariano (Le Marrina) décorées par Beccafumi, Musée de l'œuvre de la Cathédrale, Sienne
- Vertus publiques des héros grecs et romains, 1529-1535 :

Autres œuvres de cette époque
- 1530 : Vierge à l'Enfant, huile sur panneau, localisation actuelle inconnue
- 1530-1535
  - La Descente du Christ dans les limbes, huile sur bois, 398 × 253 cm, Pinacothèque nationale de Sienne
  - Sainte Famille, tondo 80 cm, Musée Horne, Florence

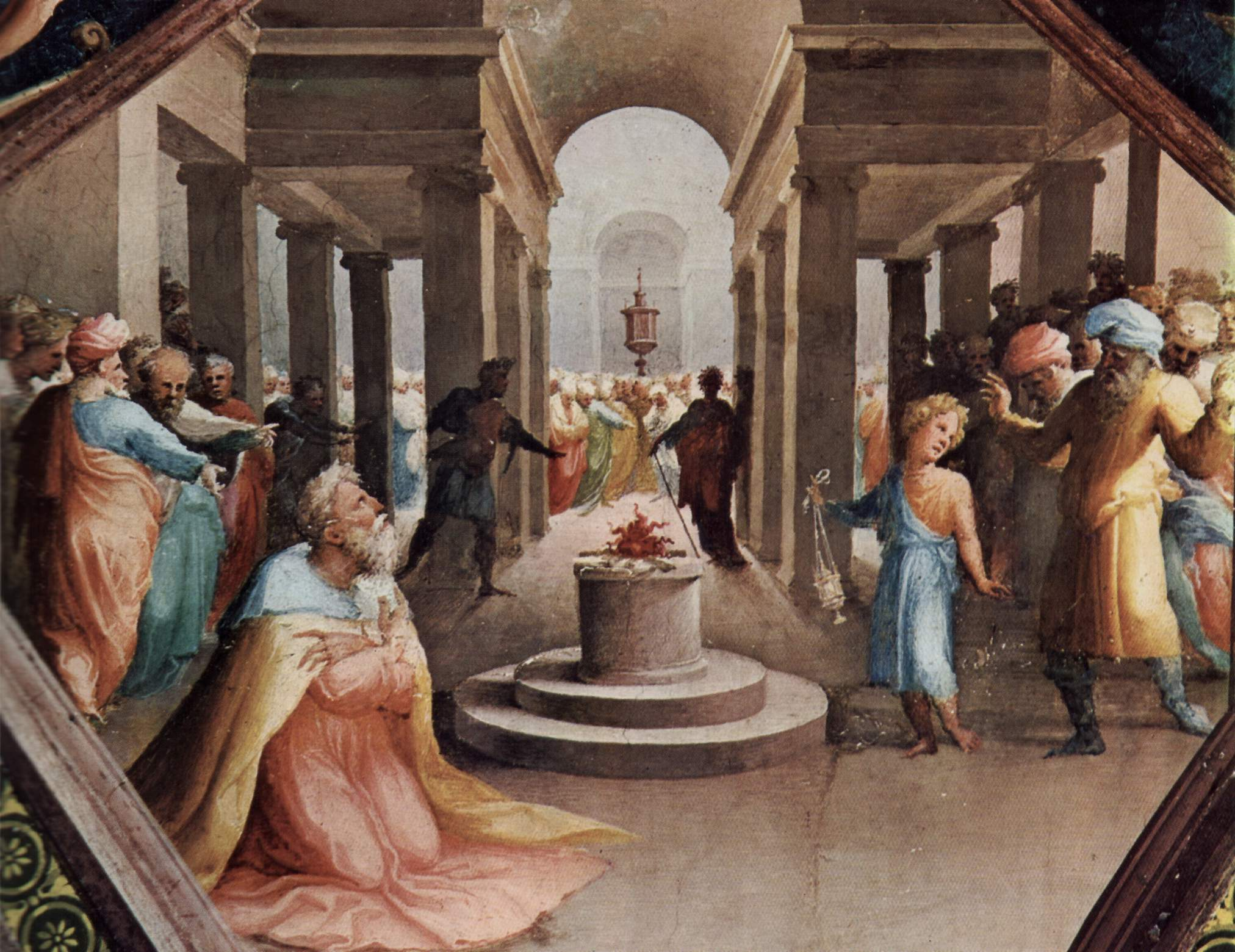
Sacrifice d'Alexandre, 1524-1525 Palazzo Casini Casuccini, Sienne
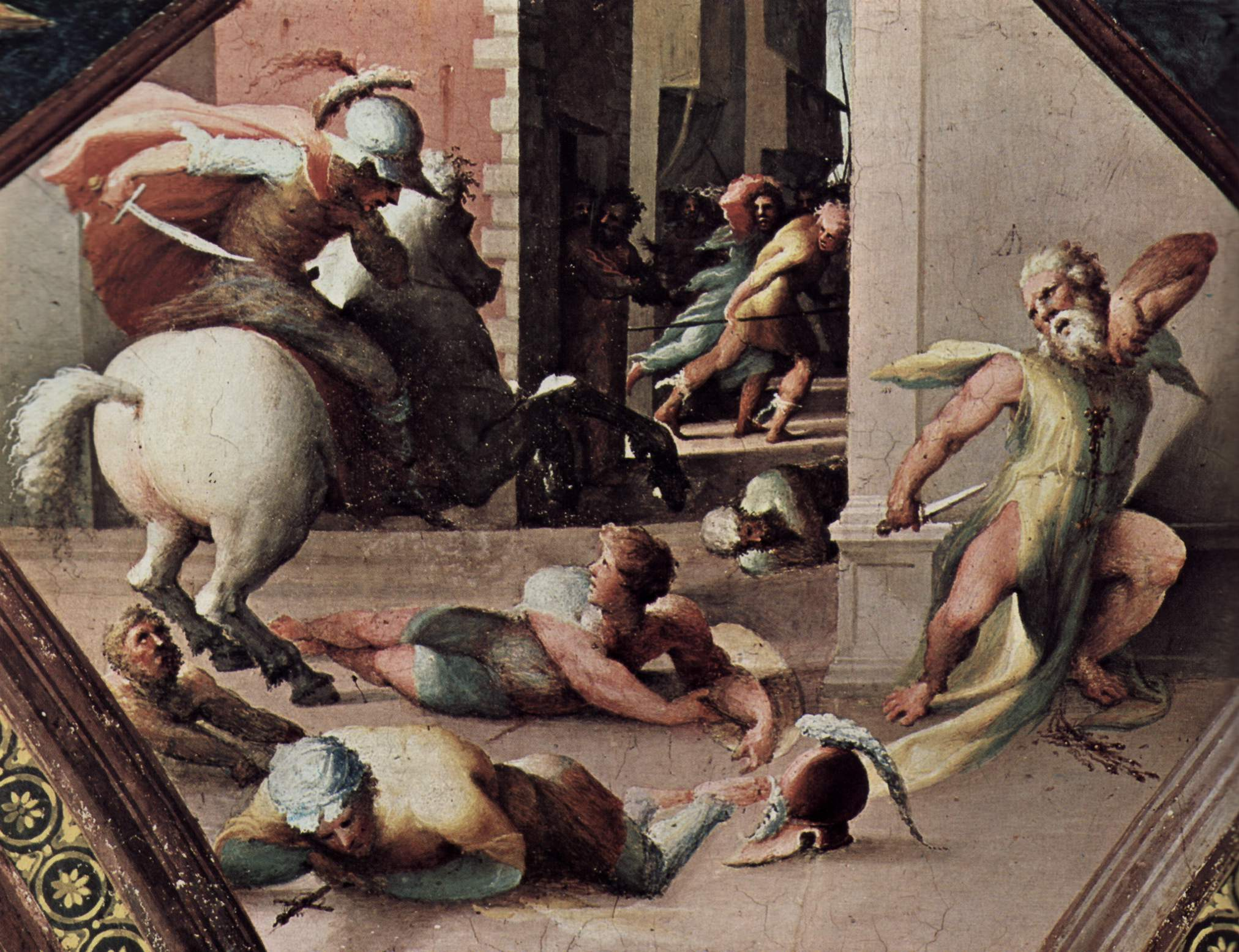
Suicide de Caton d'Utique, 1524-1525 Palazzo Casini Casuccini, Sienne
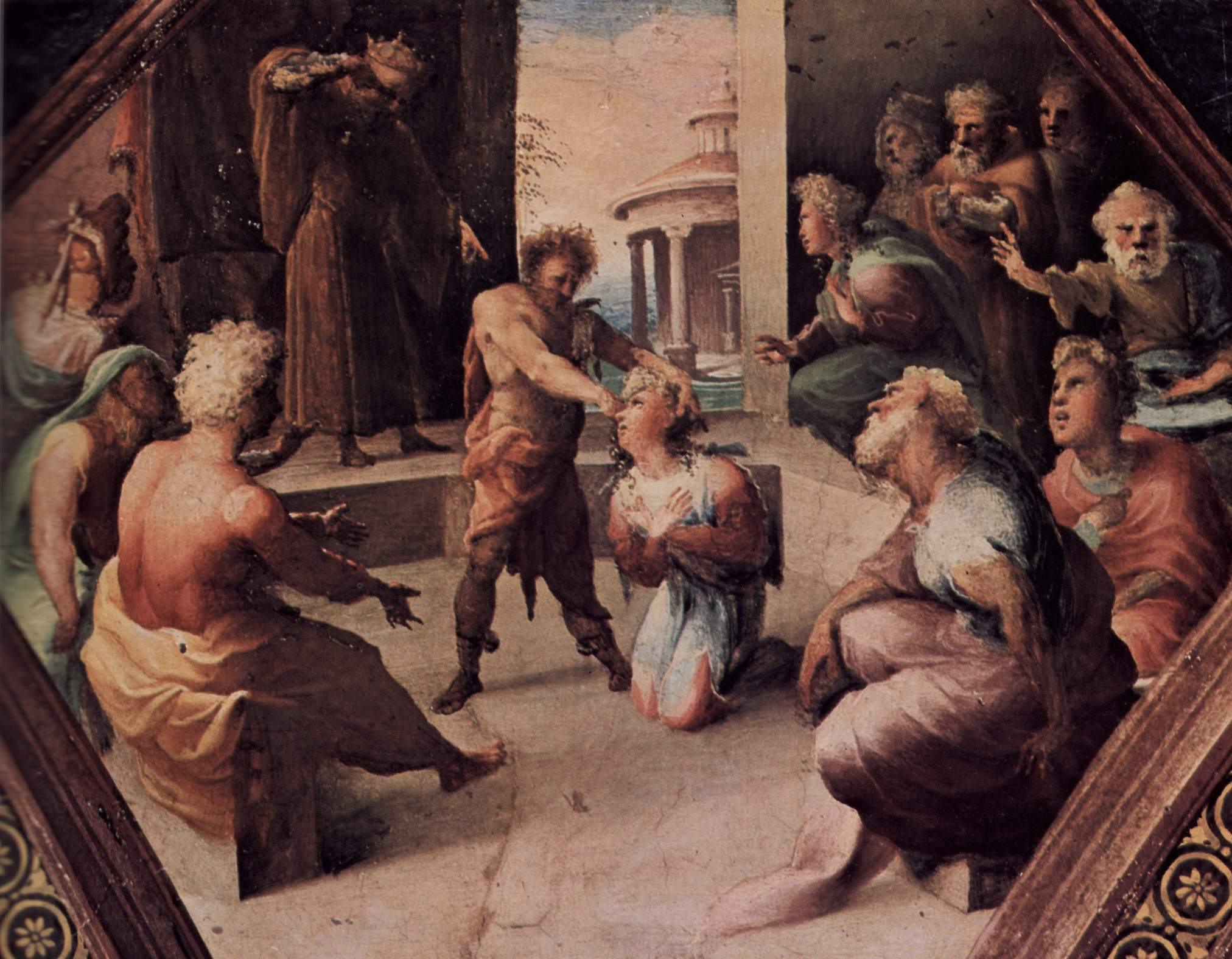
Sacrifice de Séléucus, 1524-1525 Palazzo Casini Casuccini, Sienne
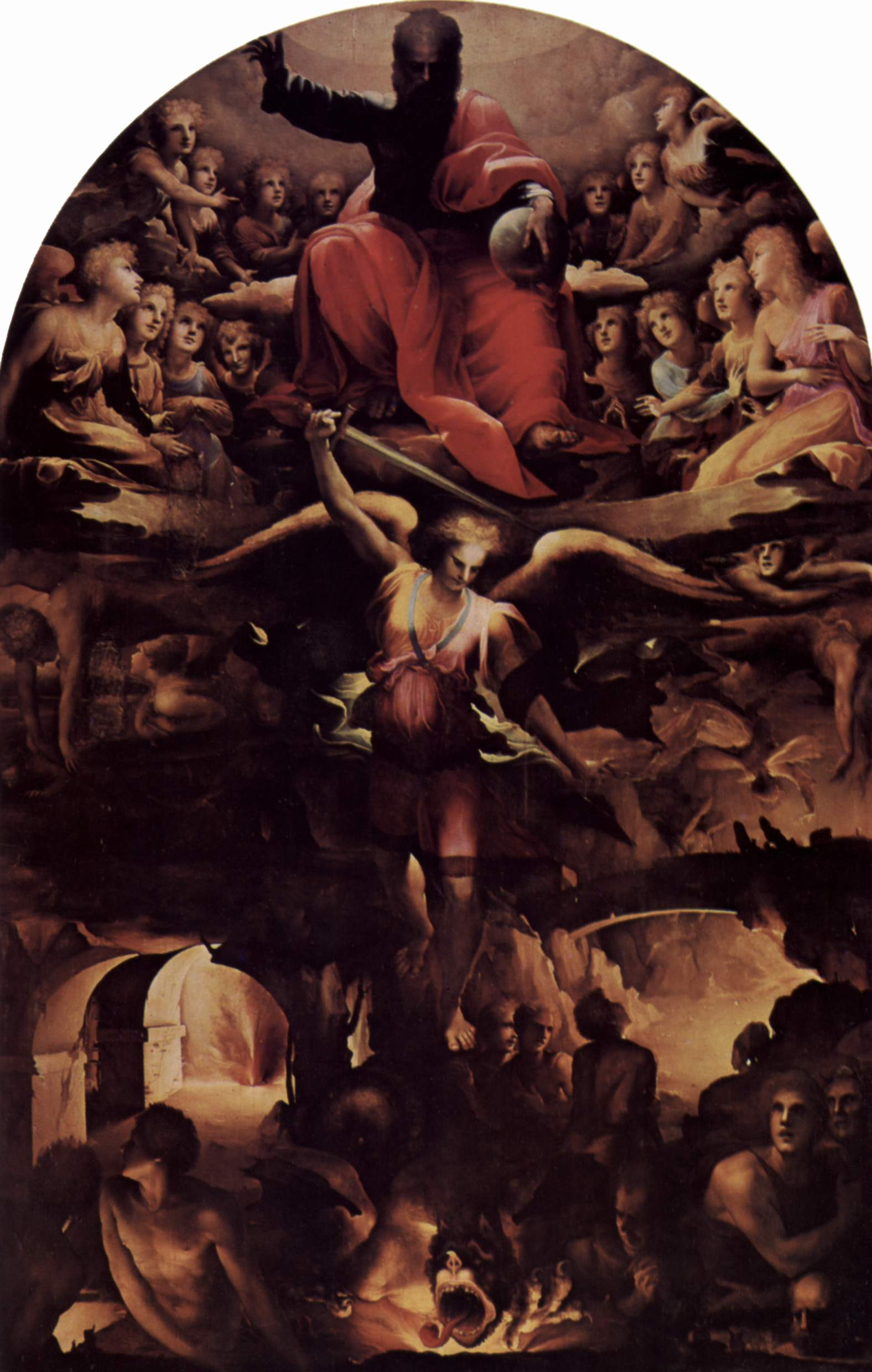
St Michel et les anges rebelles 1526-1530 Église san Nicolo, Sienne
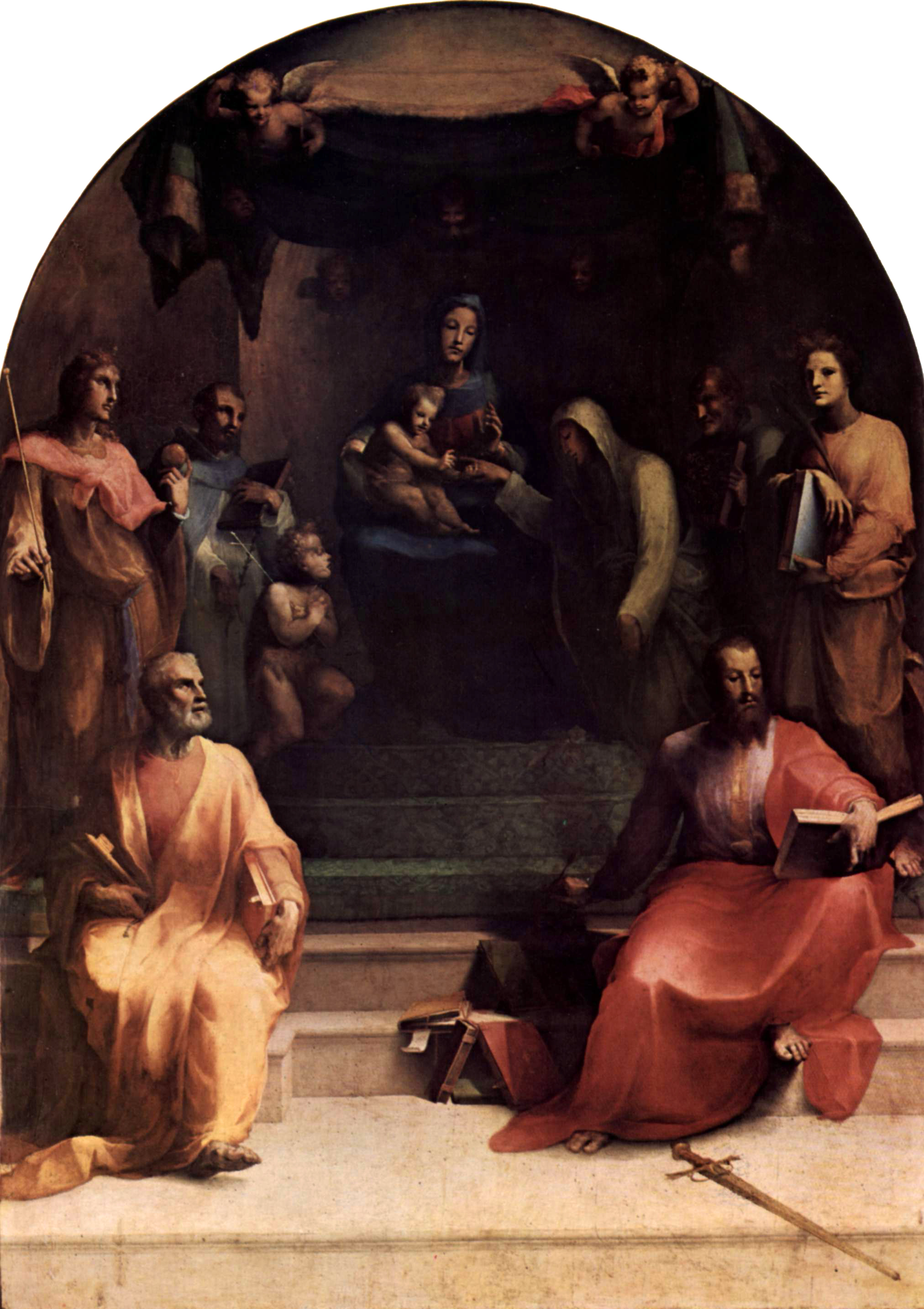
Mariage de Ste Catherine, Collection Chigi-Saracini]
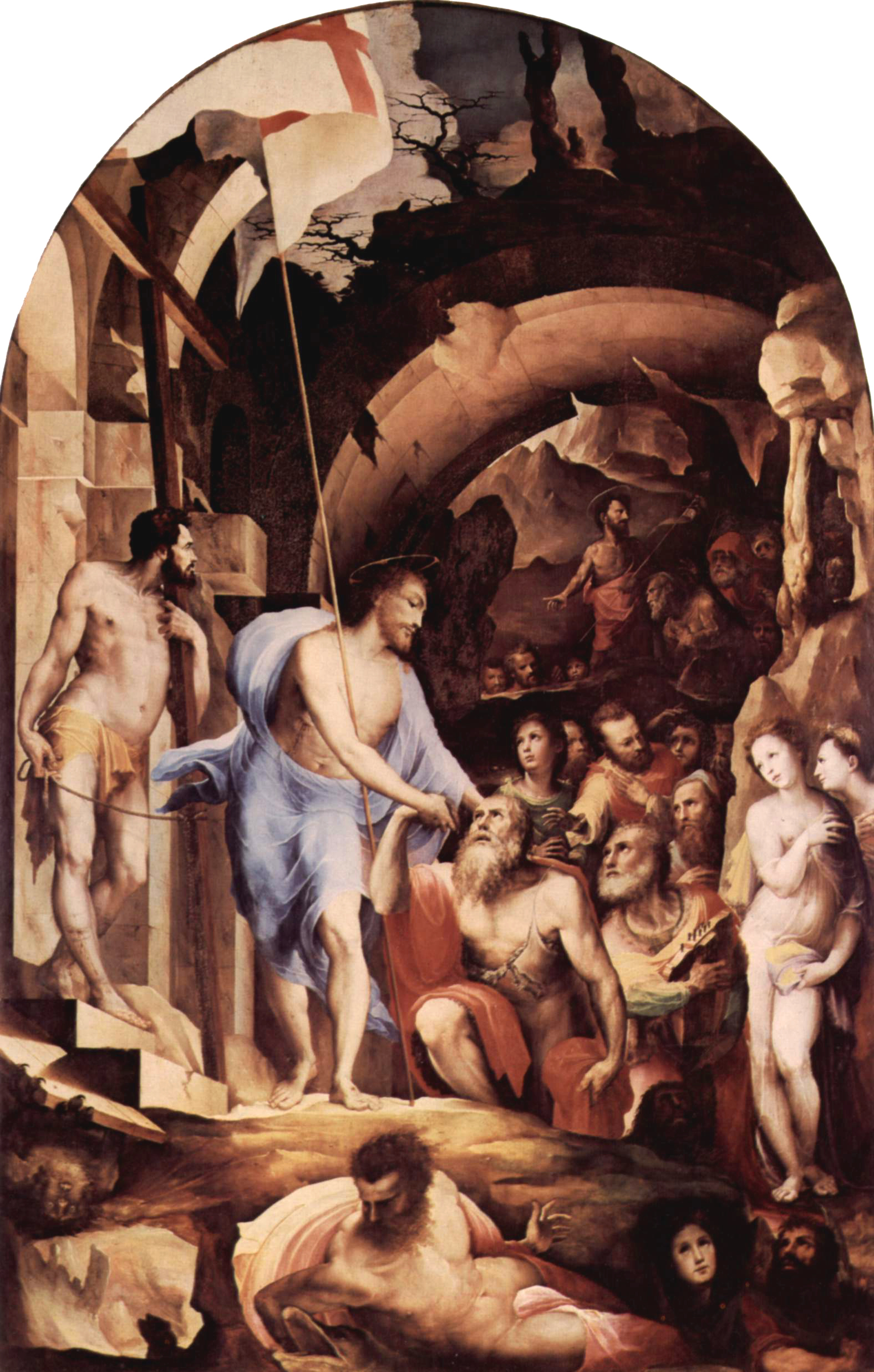
Descente dans les limbes 1530-1535 Pinacothèque, Sienne
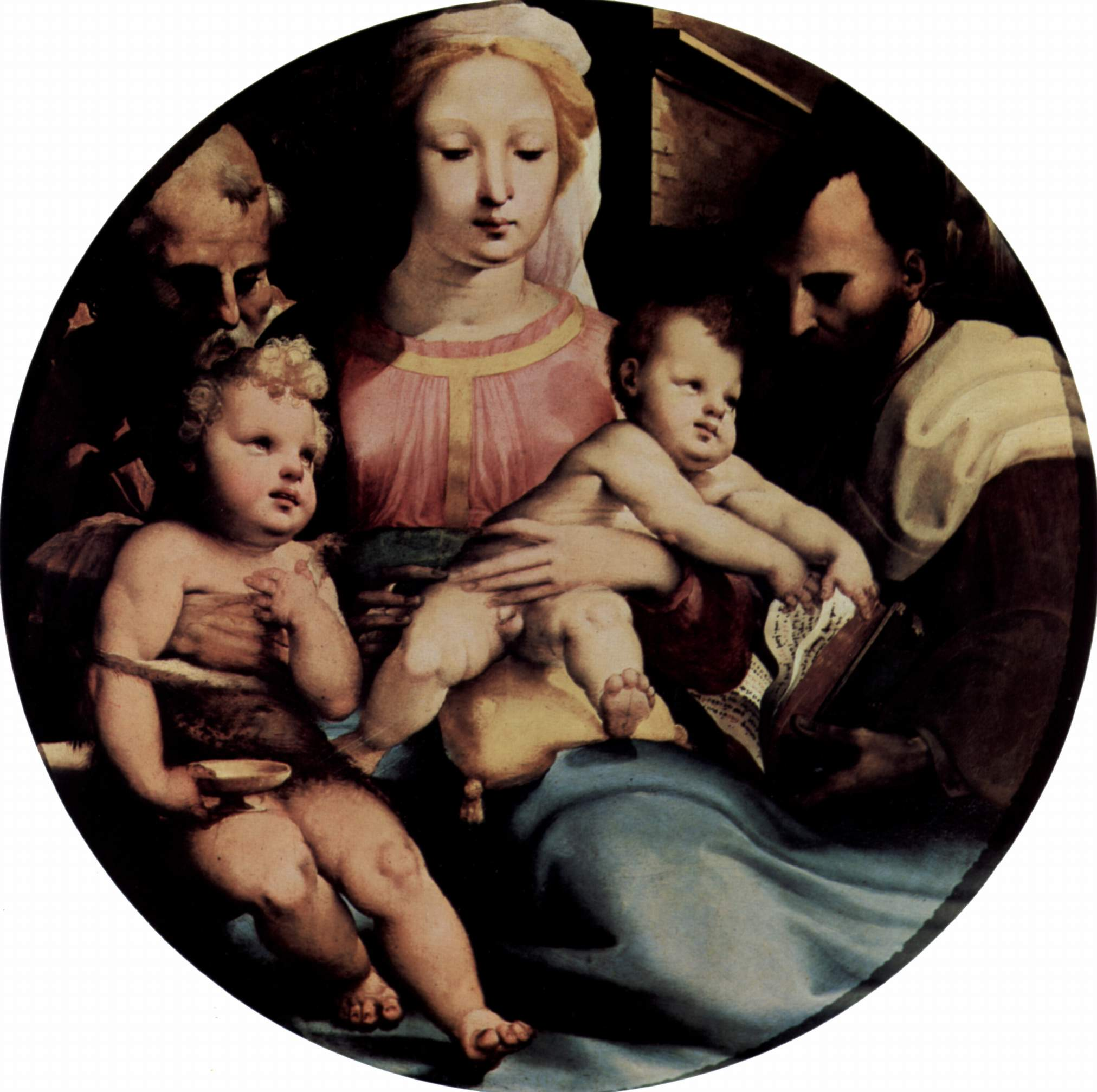
Sainte Famille, 1530-1535 Musée Horne, Florence

- 1531 mosaïque du Duomo, Sienne,
  - Moïse fait jaillir l'eau du rocher
  - La Mort des prêtres de Baal
  - L'Histoire de Moïse sur le mont Sinaï
- 1535
  - Saint Jérôme pénitent, terre cuite polychrome, Collection Chigi Saracini, propriété du Monte dei Paschi di Siena, Sienne
  - Deux anges musiciens, tempera sur panneau, Pinacothèque nationale, Sienne,
- 1535-1537
  - Vierge à l'Enfant entourée de saints, tempera sur bois, 250 × 290 cm, Oratoire de la Compagnie de Saint Bernardin, Sienne,
  - Saint Antoine et le miracle de la mule, tempera sur bois, 30 × 50,5 cm, Musée du Louvre, Paris,
  - Prédication de saint Bernardin , tempera sur bois, 30 × 50 cm, Musée du Louvre
  - Saint François reçoit les stigmates tempera sur bois, Musée du Louvre, Paris,
- 1535-1540
  - Nu masculin en pied sur une guirlande, bronze, The Cleveland museum of art, Cleveland,
  - Sainte Anne, la Vierge à l'Enfant avec les saintes Marie Madeleine et Ursule, fresque, Casa di riposo, Campansi, Sienne,
- 1536 : Christ porte-croix, huile sur panneau, Musée du seminario montarioso, Sienne,
- 1536-1537 : Moïse et le Veau d'or, huile sur panneau, 197 × 139 cm, Cathédrale de Pise
- 1537 : Moïse brise les tables de la Loi, huile sur bois, Duomo, Pise,
- 1537-1538 : Le Châtiment de Coré, huile sur bois, Duomo, Pise,
- 1540
  - Le Couronnement de la Vierge avec des saints, huile sur panneau, huile sur panneau, 300 × 174 cm, Pinacothèque nationale de Sienne
  - Vierge à l'Enfant avec saint Jérôme et sainte Catherine de Sienne, huile sur panneau, Collection particulière, Rimini
  - Vierge à l'Enfant avec saint Jean Baptiste, huile sur panneau, 90 × 65 cm, Galerie nationale d'art ancien, Rome

Madone, 1535-1537 Oratoire de la Compagnie de Saint Bernardin, Sienne
Miracle de la mule 1535-1537, Louvre
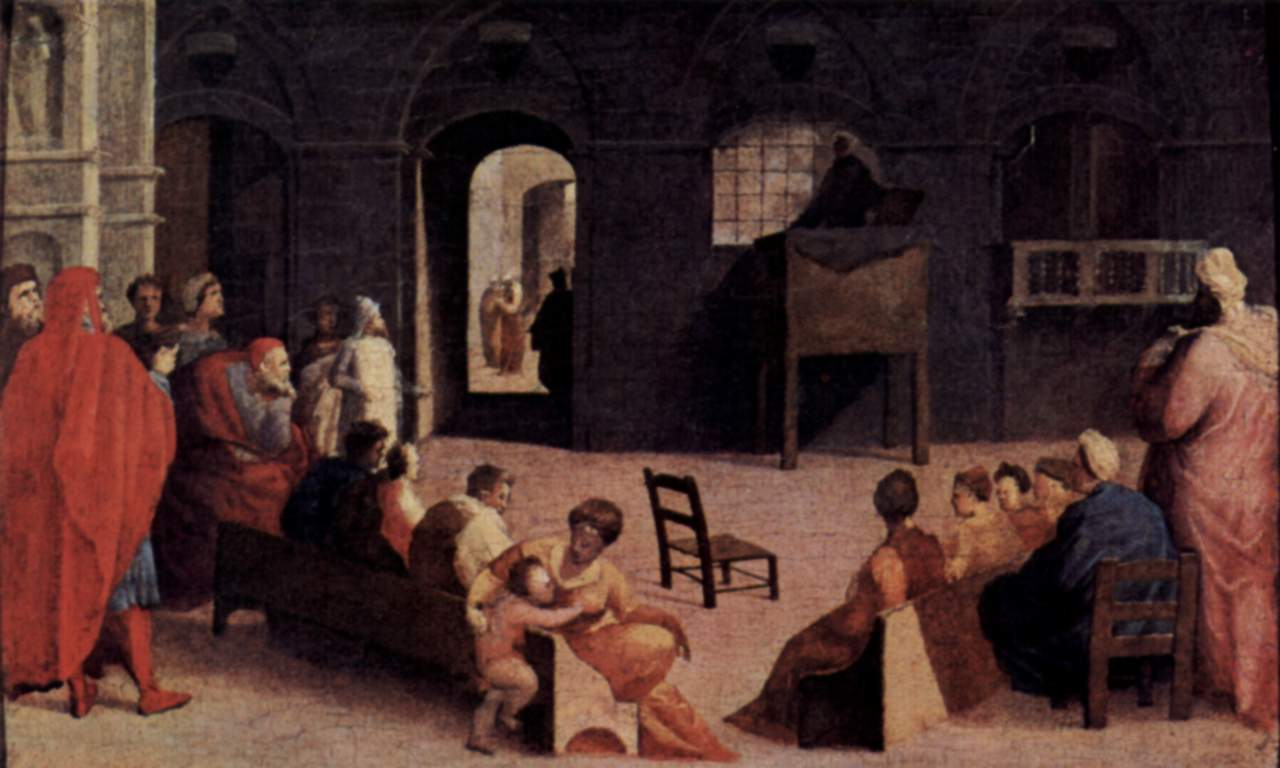
Prêche de St Bernardin 1535-1537, Louvre
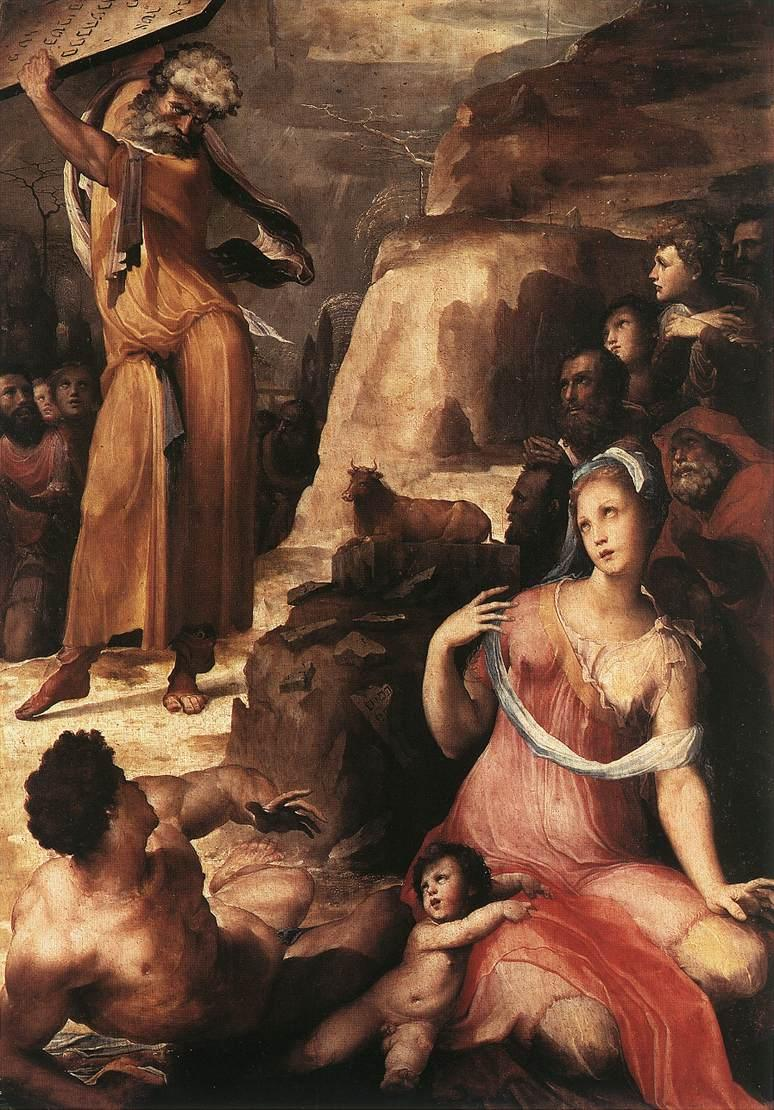
Moïse et le Veau d'or 1536-1537, Pise
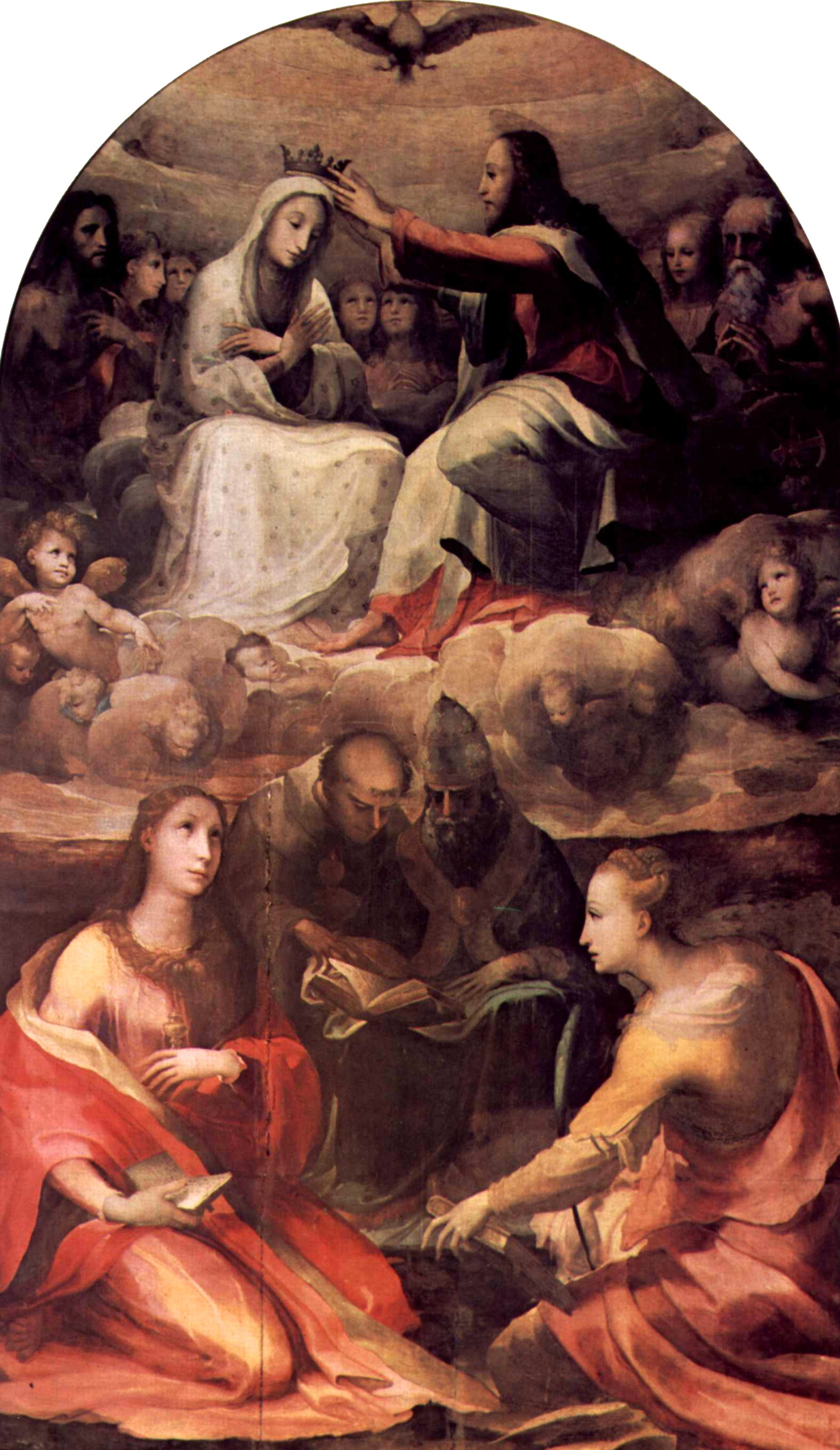
Couronnement de la Vierge 1540, Pinacothèque de Sienne
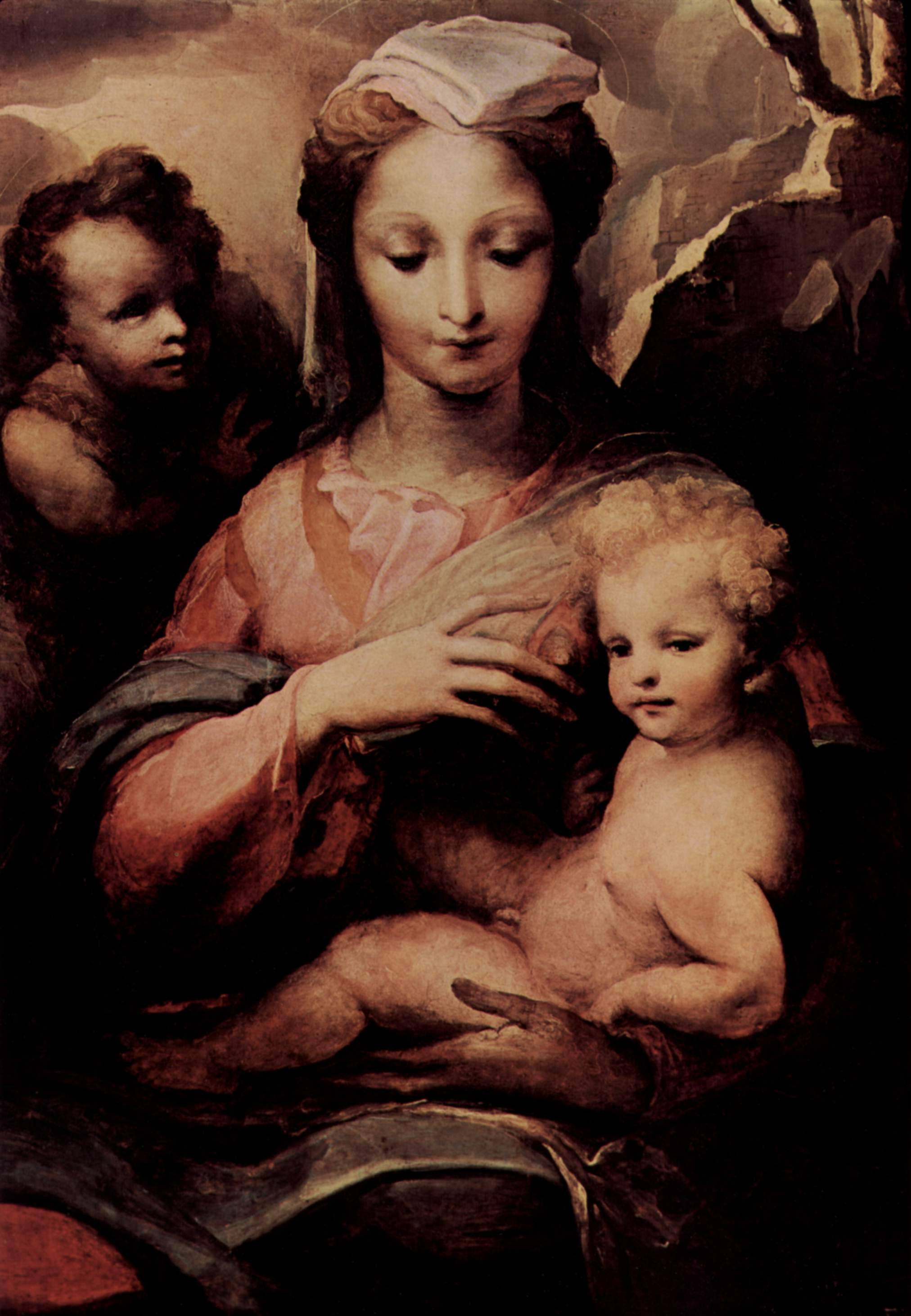
Madone avec Jean-Baptiste 1540, Rome

- 1540-1541 : Nativité, huile sur bois, Offices, Cabinet des dessins et des estampes, Florence
- 1540-1543 : Naissance de la Vierge, huile sur panneau, 233 × 145 cm, Pinacothèque nationale de Sienne
- v. 1542 : Vierge à l'Enfant avec saint Jean Baptiste, huile sur panneau, 134 × 100 cm, Galerie d'Art de Nouvelle-Galles du Sud, Sydney
- 1545-1550 : La Sainte Famille et les anges, huile sur panneau, 81 × 62 cm, National Gallery of Art, Washington
- 1546 : L'Annonciation, huile sur panneau, 237 × 222 cm, Église de San Martino in Foro, Sarteano (inaccessible),
- 1546-1548 : Sainte Famille avec saint Michel, huile sur panneau, Princeton art museum, Princeton,
- 1548
  - Monstres marins et mascarons, fresque, façade du Palais Agazzarri, via Casato, Sienne,
  - Vierge à l'Enfant avec saint Jean Baptiste, sainte Elisabeth et sainte Catherine de Sienne, huile sur panneau, Fondation Magnani-Rocca, Corte di Mamiamo, Traversolo, Parme
  - Anges candélabres, bronzes 150 cm, Duomo, Sienne,
- 1548-1550 : Vierge à l'Enfant avec saints, huile sur panneau, Finarte, Milan,
- 1548-1551 : Consoles anthropomorphes, bronzes, Cathédrale, Sienne,

Œuvres non datées
- Sainte Famille avec saint Jean et l'agneau entre quatre séraphins, tondo 88 cm, Galerie Palatine, Appartements royaux, Florence
- La Fuite en Égypte, huile sur panneau, 64 × 53 cm, Musée des beaux-arts de Chambéry

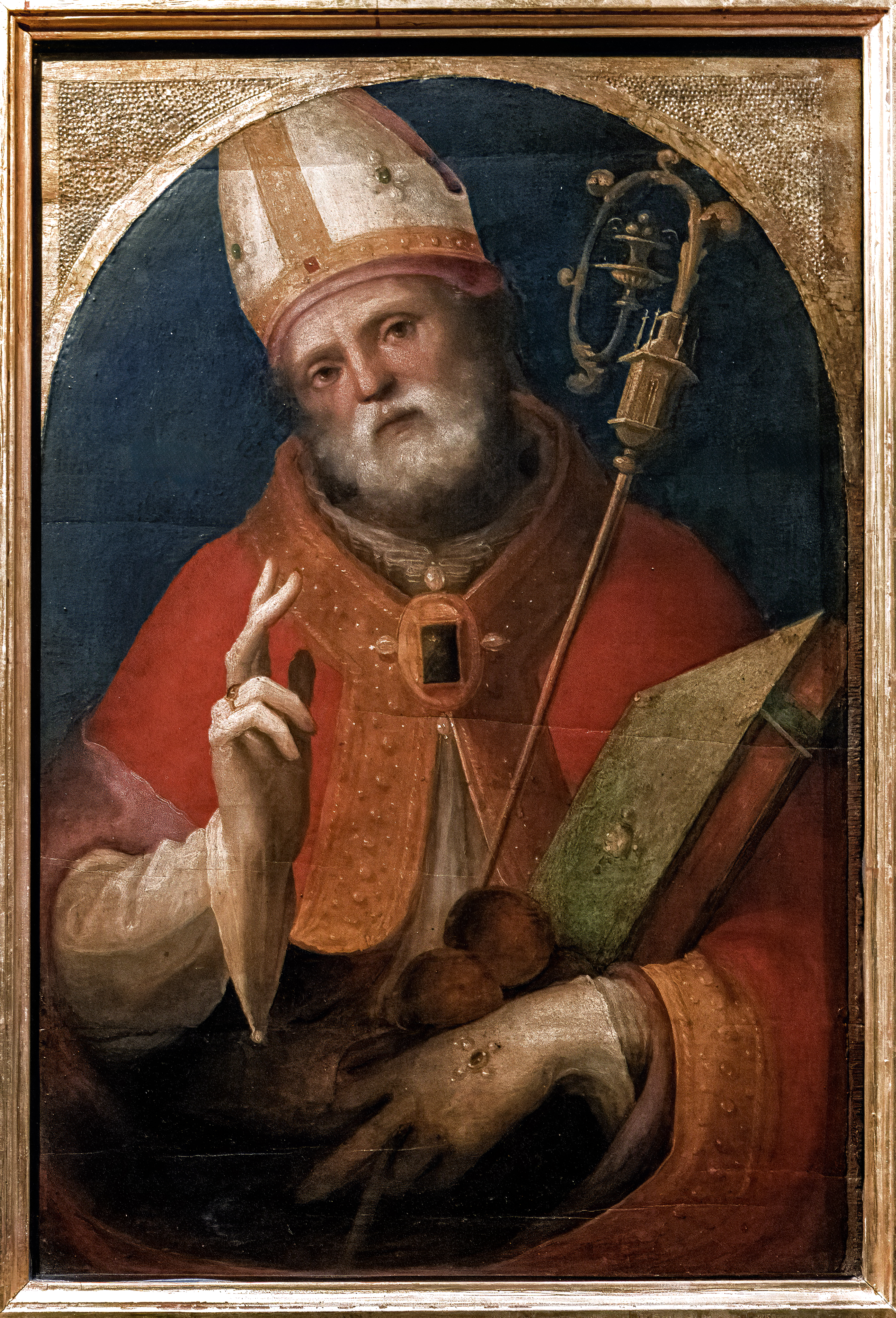
Nicolas de Myre, Pinacothèque Egidio-Martini  Venise
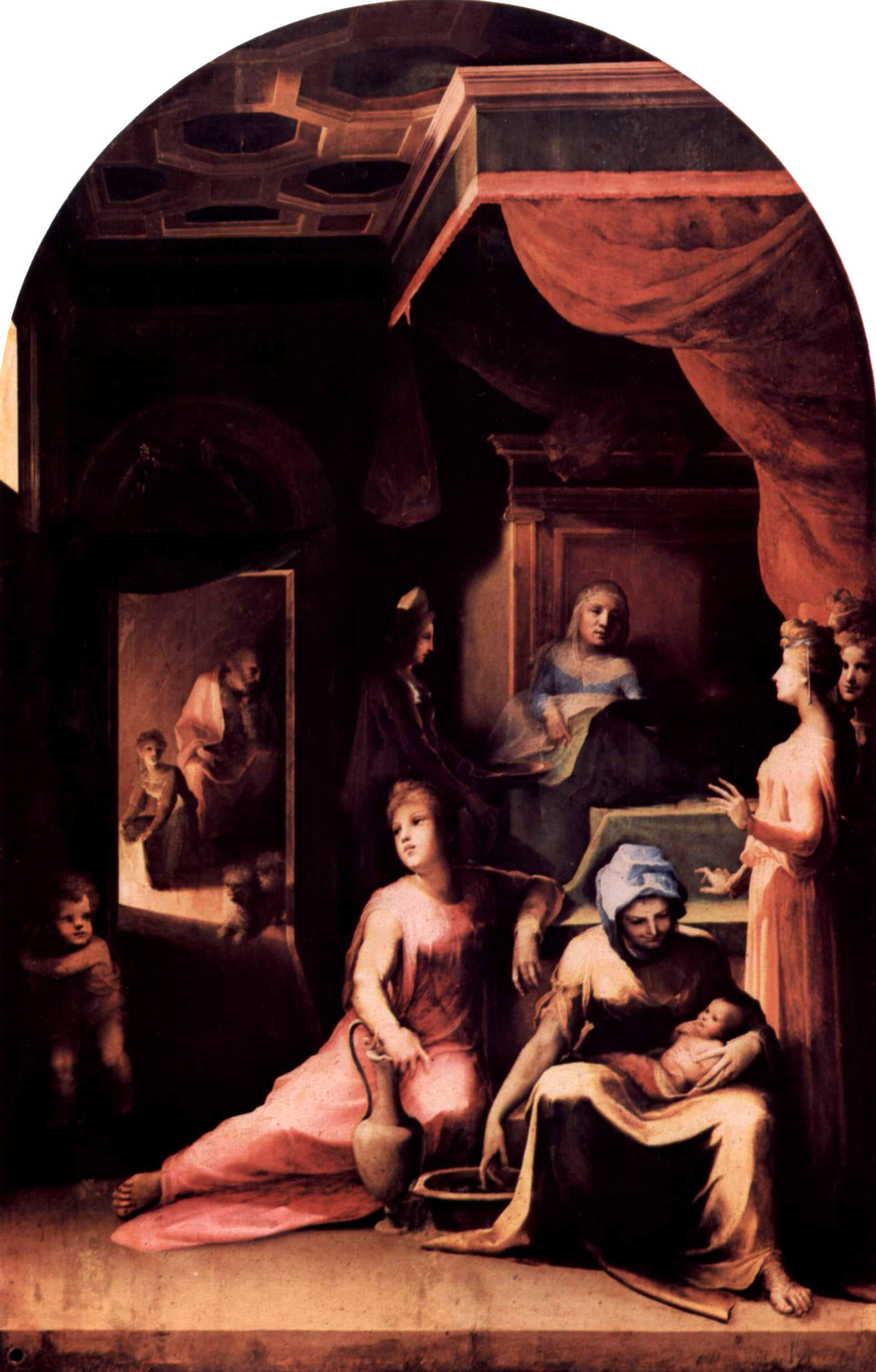
Naissance de la Vierge 1540-1543, Sienne
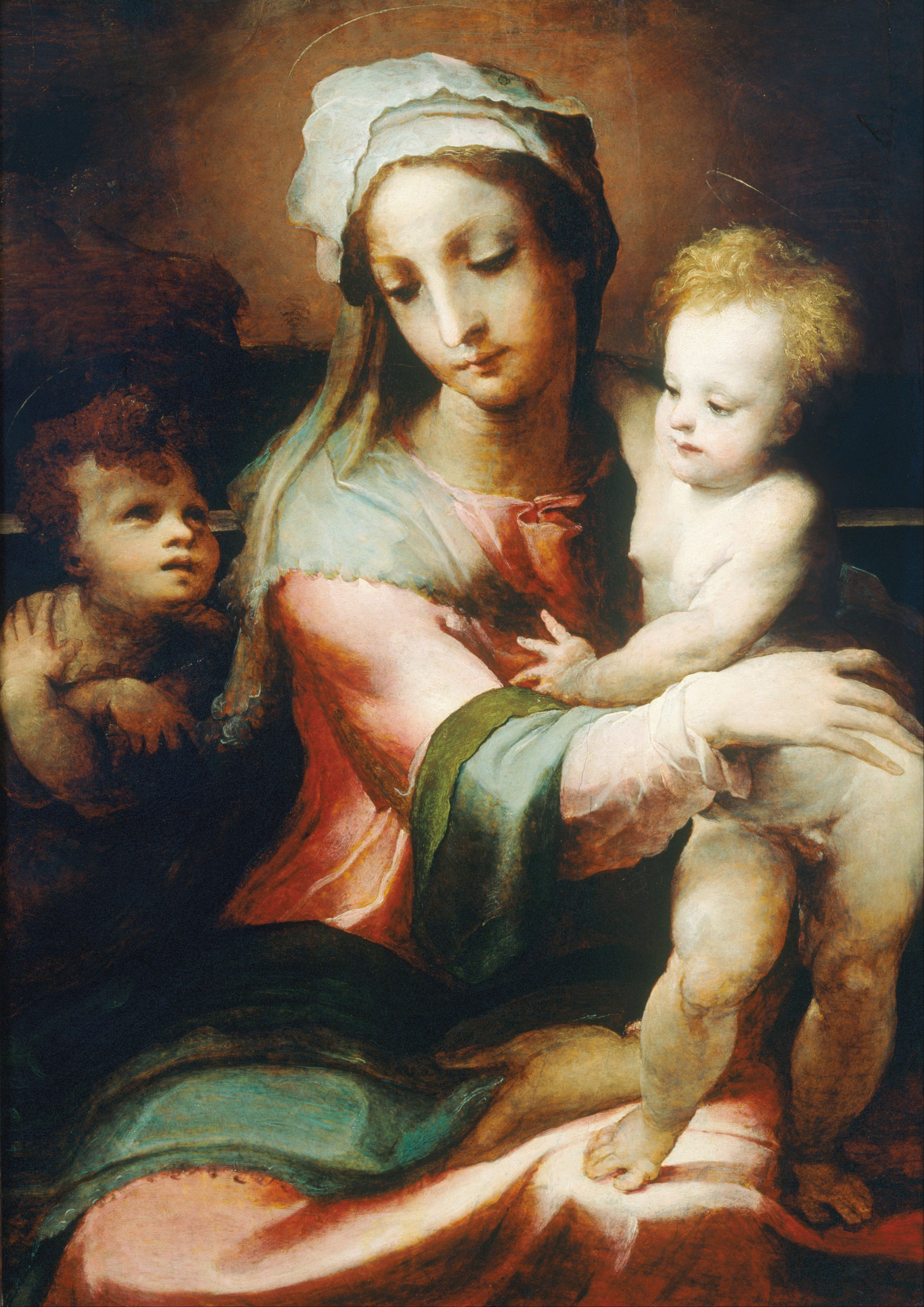
Madone v. 1542, Sydney
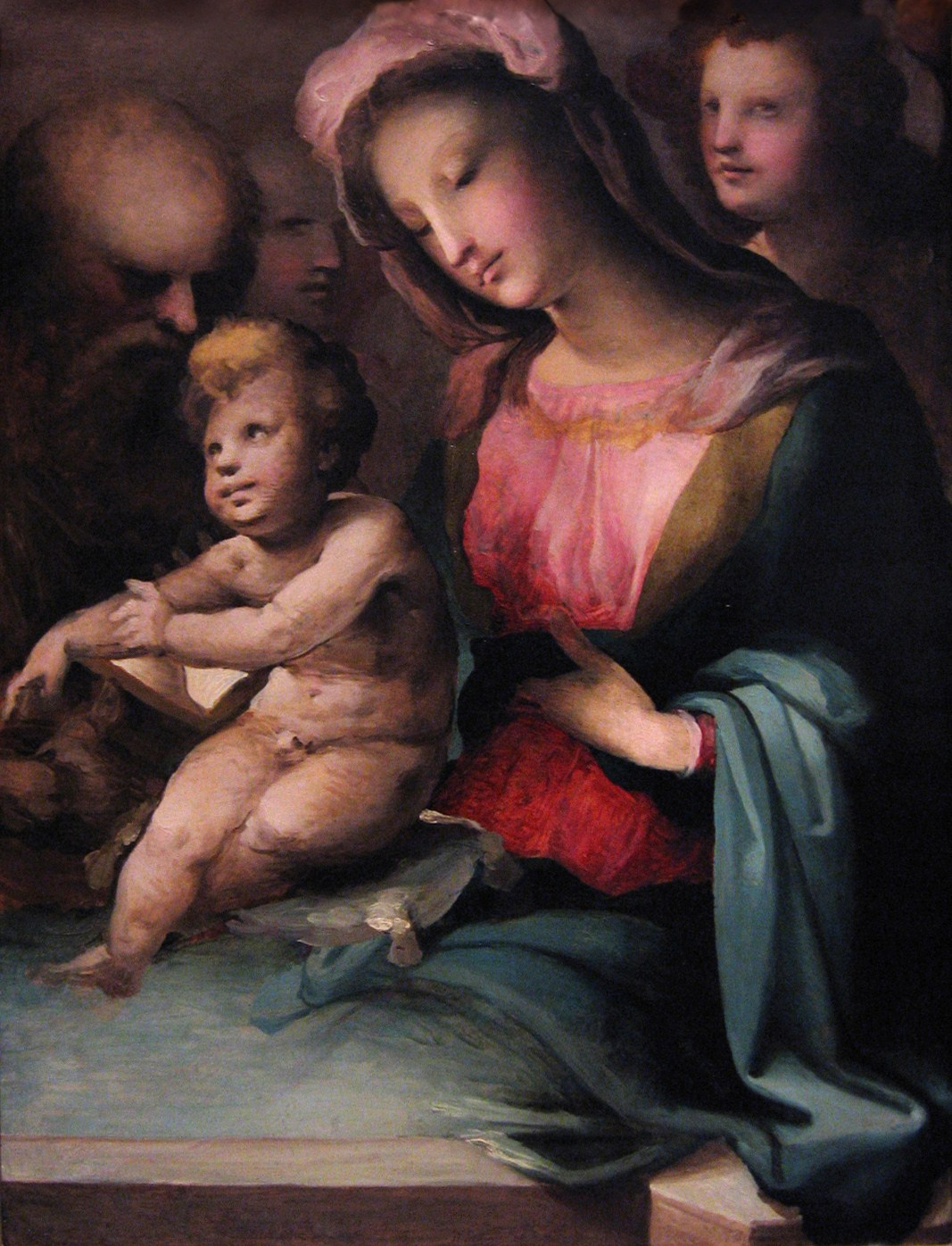
Sainte Famille 1545-1550, Washington
Annonciation 1546, Sarteano
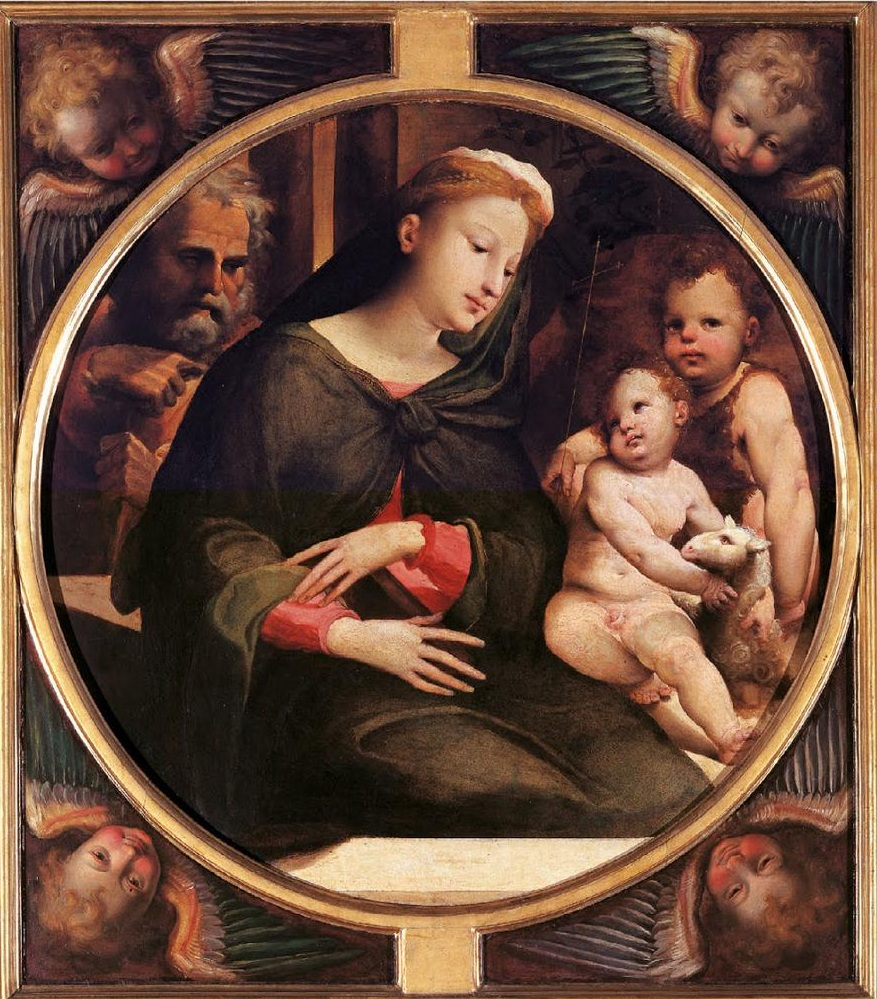
Sainte Famille non datée Galerie palatine, Florence
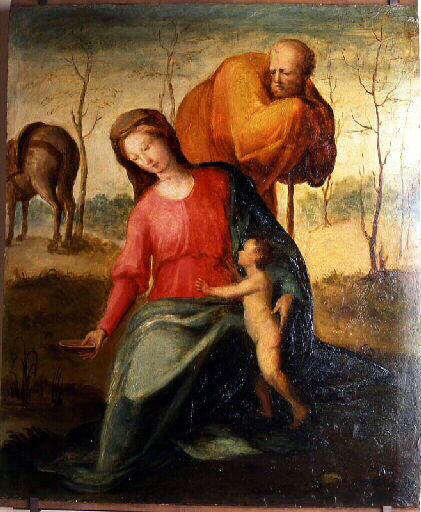
Fuite en Égypte non datée Chambery